# فهرست شهرستان‌های ایالات متحده آمریکا بر پایه ایالت
در زیر فهرستی از ۳٬۱۴۲ شهرستان آمریکا بر پایه ایالت آمریکا آمده‌است.

ایالات متحده آمریکا در این تصویر به صورتی نمایش داده شده‌است که به شهرستان، پریش یا بورو تقسیم شده‌است.

## آلاباما
ایالت آلاباما ۶۷ شهرستان را شامل می‌شود:
1. شهرستان اوتوگا، آلاباما
2. شهرستان بالدوین، آلاباما
3. شهرستان باربر، آلاباما
4. شهرستان بیب، آلاباما
5. شهرستان بلونت، آلاباما
6. شهرستان بولاک، آلاباما
7. شهرستان باتلر، آلاباما
8. شهرستان کلهون، آلاباما
9. شهرستان چمبرز، آلاباما
10. شهرستان چروکی، آلاباما
11. شهرستان چیلتون، آلاباما
12. شهرستان چاکتاو، آلاباما
13. شهرستان کلارک، آلاباما
14. شهرستان کلی، آلاباما
15. شهرستان کلیبرن، آلاباما
16. شهرستان کافی، آلاباما
17. شهرستان کلبرت، آلاباما
18. شهرستان کونه‌کو، آلاباما
19. شهرستان کوسا، آلاباما
20. شهرستان کاوینگتون، آلاباما
21. شهرستان کارنشو، آلاباما
22. شهرستان کلمن، آلاباما
23. شهرستان داله، آلاباما
24. شهرستان دالاس، آلاباما
25. شهرستان دیکلب، آلاباما
26. شهرستان المور، آلاباما
27. شهرستان اسکامبیا، آلاباما
28. شهرستان اتوواه، آلاباما
29. شهرستان فایت، آلاباما
30. شهرستان فرانکلین، آلاباما
31. شهرستان گنوا، آلاباما
32. شهرستان گرین، آلاباما
33. شهرستان هالی، آلاباما
34. شهرستان هنری، آلاباما
35. شهرستان هیوستون، آلاباما
36. شهرستان جکسون، آلاباما
37. شهرستان جفرسون، آلاباما
38. شهرستان لامار، آلاباما
39. شهرستان لاودردیل، آلاباما
40. شهرستان لارنس، آلاباما
41. شهرستان لی، آلاباما
42. شهرستان لایمستون، آلاباما
43. شهرستان لاندس، آلاباما
44. شهرستان مکون، آلاباما
45. شهرستان مدیسن، آلاباما
46. شهرستان مرنگو، آلاباما
47. شهرستان ماریون، آلاباما
48. شهرستان مارشال، آلاباما
49. شهرستان موبایل، آلاباما
50. شهرستان مونرو، آلاباما
51. شهرستان مونتگومری، آلاباما
52. شهرستان مورگان، آلاباما
53. شهرستان پری، آلاباما
54. شهرستان پیکنز، آلاباما
55. شهرستان پایک، آلاباما
56. شهرستان رندولف، آلاباما
57. شهرستان راسل، آلاباما
58. شهرستان سنت کلیر، آلاباما
59. شهرستان شلبی، آلاباما
60. شهرستان سومتر، آلاباما
61. شهرستان تالادیگا، آلاباما
62. شهرستان تالاپوسا، آلاباما
63. شهرستان تاسکالوسا، آلاباما
64. شهرستان واکر، آلاباما
65. شهرستان واشینگتن، آلاباما
66. شهرستان ویلکاکس، آلاباما
67. شهرستان وینستون، آلاباما

## آلاسکا
1. Aleutians East Borough, Alaska
2. انکوریج
3. Bristol Bay Borough, Alaska
4. Denali Borough, Alaska
5. فربنکس نورت استار بورو، آلاسکا
6. هینز، آلاسکا
7. جونو، آلاسکا
8. Kenai Peninsula Borough, Alaska
9. Ketchikan Gateway Borough, Alaska
10. Kodiak Island Borough, Alaska
11. Lake and Peninsula Borough, Alaska
12. Matanuska-Susitna Borough, Alaska
13. North Slope Borough, Alaska
14. Northwest Arctic Borough, Alaska
15. پیترزبورگ، آلاسکا
16. سیتکا، آلاسکا
17. اسکگوی، آلاسکا
18. رنگل، آلاسکا
19. یاکوتات، آلاسکا
20. بوروی سازمان نیافته، آلاسکا
  1. Aleutians West Census Area, Alaska
  2. Bethel Census Area, Alaska
  3. Dillingham Census Area, Alaska
  4. Hoonah-Angoon Census Area, Alaska
  5. Kusilvak Census Area, Alaska
  6. Nome Census Area, Alaska
  7. Prince of Wales-Hyder Census Area, Alaska
  8. Southeast Fairbanks Census Area, Alaska
  9. Valdez-Cordova Census Area, Alaska
  10. Yukon-Koyukuk Census Area, Alaska

## آریزونا
ایالت آریزونا ۱۵ شهرستان را شامل می‌شود:
1. شهرستان آپاچی، آریزونا
2. شهرستان کوچیز، آریزونا
3. شهرستان کاکانینو، آریزونا
4. شهرستان جیلا، آریزونا
5. شهرستان گرهم، آریزونا
6. شهرستان گرینلی، آریزونا
7. شهرستان لاپاز، آریزونا
8. شهرستان مریکوپا، آریزونا
9. شهرستان موهاوی، آریزونا
10. شهرستان ناواهو، آریزونا
11. شهرستان پیما، آریزونا
12. شهرستان پاینال، آریزونا
13. شهرستان سانتا کروز، آریزونا
14. شهرستان یاواپای، آریزونا
15. شهرستان یوما، آریزونا

## آرکانزاس
ایالت آرکانزاس، ۷۵ شهرستان را شامل می‌شود:
1. شهرستان آرکانزاس، آرکانزاس
2. شهرستان اشلی، آرکانزاس
3. شهرستان بکستر، آرکانزاس
4. شهرستان بنتون، آرکانزاس
5. شهرستان بونی، آرکانزاس
6. شهرستان برادلی، آرکانزاس
7. شهرستان کلهون، آرکانزاس
8. شهرستان کرول، آرکانزاس
9. شهرستان چیکات، آرکانزاس
10. شهرستان کلارک، آرکانزاس
11. شهرستان کلی، آرکانزاس
12. شهرستان کلیبرن، آرکانزاس
13. شهرستان کلیولند، آرکانزاس
14. شهرستان کلمبیا، آرکانزاس
15. شهرستان کانوی، آرکانزاس
16. شهرستان کریگهید، آرکانزاس
17. شهرستان کرافورد، آرکانزاس
18. شهرستان کریتندن، آرکانزاس
19. شهرستان نیوکراس، آرکانزاس
20. شهرستان دالاس، آرکانزاس
21. شهرستان دشا، آرکانزاس
22. شهرستان درو، آرکانزاس
23. شهرستان فاکنر، آرکانزاس
24. شهرستان فرانکلین، آرکانزاس
25. شهرستان فولتن، آرکانزاس
26. شهرستان گارلند، آرکانزاس
27. شهرستان گرنت، آرکانزاس
28. شهرستان گرین، آرکانزاس
29. شهرستان همپستید، آرکانزاس
30. هات اسپرینگ، آرکانزاس
31. شهرستان هوارد، آرکانزاس
32. شهرستان ایندیپندنس، آرکانزاس
33. شهرستان ایزارد، آرکانزاس
34. شهرستان جکسون، آرکانزاس
35. شهرستان جفرسون، آرکانزاس
36. شهرستان جانسون، آرکانزاس
37. شهرستان لافایت، آرکانزاس
38. شهرستان لارنس، آرکانزاس
39. شهرستان لی، آرکانزاس
40. شهرستان لینکلن، آرکانزاس
41. شهرستان لیدل ریور، آرکانزاس
42. شهرستان لوگان، آرکانزاس
43. شهرستان لونکه، آرکانزاس
44. شهرستان مدیسون، آرکانزاس
45. شهرستان ماریون، آرکانزاس
46. شهرستان میلر، آرکانزاس
47. شهرستان میسیسیپی، آرکانزاس
48. شهرستان مونرو، آرکانزاس
49. شهرستان مونتگومری، آرکانزاس
50. شهرستان نوادا، آرکانزاس
51. شهرستان نیوتون، آرکانزاس
52. شهرستان اواچیتا، آرکانزاس
53. شهرستان پری، آرکانزاس
54. شهرستان فیلیپس، آرکانزاس
55. شهرستان پایک، آرکانزاس
56. شهرستان پوینست، آرکانزاس
57. شهرستان پولک، آرکانزاس
58. شهرستان پوپ، آرکانزاس
59. شهرستان پریری، آرکانزاس
60. شهرستان پلاسکی، آرکانزاس
61. شهرستان رندولف، آرکانزاس
62. شهرستان سنت فرانسیس، آرکانزاس
63. شهرستان سالین، آرکانزاس
64. شهرستان اسکات، آرکانزاس
65. شهرستان سیرسی، آرکانزاس
66. شهرستان سباستین، آرکانزاس
67. شهرستان سویر، آرکانزاس
68. شهرستان شارپ، آرکانزاس
69. شهرستان استون، آرکانزاس
70. شهرستان یونیون، آرکانزاس
71. شهرستان ون بیورن، آرکانزاس
72. شهرستان واشینگتن، آرکانزاس
73. شهرستان وایت، آرکانزاس
74. شهرستان وودراف، آرکانزاس
75. شهرستان یل، آرکانزاس

## ایلینوی
ایالت ایلینوی، ۱۰۲ شهرستان را شامل می‌شود:
1. شهرستان آدامز، ایلینوی
2. شهرستان الکساندر، ایلینوی
3. شهرستان باند، ایلینوی
4. شهرستان بونی، ایلینوی
5. شهرستان براون، ایلینوی
6. شهرستان بورا، ایلینوی
7. شهرستان کلهون، ایلینوی
8. شهرستان کرول، ایلینوی
9. شهرستان کاس، ایلینوی
10. شهرستان شمپین، ایلینوی
11. شهرستان کریستین، ایلینوی
12. شهرستان کلارک، ایلینوی
13. شهرستان کلی، ایلینوی
14. شهرستان کلینتون، ایلینوی
15. شهرستان کولز، ایلینوی
16. شهرستان کوک (ایلینوی)
17. شهرستان کرافورد، ایلینوی
18. شهرستان کومبرلند، ایلینوی
19. شهرستان دیکلب، ایلینوی
20. شهرستان دویت، ایلینوی
21. شهرستان داگلاس، ایلینوی
22. شهرستان دوپیج، ایلینوی
23. شهرستان ادگار، ایلینوی
24. شهرستان ادواردز، ایلینوی
25. شهرستان افینگهام، ایلینوی
26. شهرستان فایتی، ایلینوی
27. شهرستان فورد، ایلینوی
28. شهرستان فرانکلین، ایلینوی
29. شهرستان فولتن، ایلینوی
30. شهرستان گالاتین، ایلینوی
31. شهرستان گرین، ایلینوی
32. شهرستان گراندی، ایلینوی
33. شهرستان همیلتون، ایلینوی
34. شهرستان هنکاک، ایلینوی
35. شهرستان هاردین، ایلینوی
36. شهرستان هندرسون، ایلینوی
37. شهرستان هنری، ایلینوی
38. Iroquois County, Illinois
39. شهرستان جکسون، ایلینوی
40. شهرستان جاسپر، ایلینوی
41. شهرستان جفرسون، ایلینوی
42. شهرستان جرسی، ایلینوی
43. شهرستان جو دویس، ایلینوی
44. شهرستان جانسون، ایلینوی
45. Kane County, Illinois
46. شهرستان کنکاکی، ایلینوی
47. شهرستان کندال، ایلینوی
48. شهرستان ناکس، ایلینوی
49. شهرستان لیک، ایلینوی
50. شهرستان لاسال، ایلینوی
51. شهرستان لارنس، ایلینوی
52. شهرستان لی، ایلینوی
53. شهرستان لیوینگستون، ایلینوی
54. شهرستان لوگان، ایلینوی
55. شهرستان مک‌دونو، ایلینوی
56. McHenry County, Illinois
57. شهرستان مک‌لین، ایلینوی
58. شهرستان مکن، ایلینوی
59. Macoupin County, Illinois
60. شهرستان مدیسن، ایلینوی
61. شهرستان ماریون، ایلینوی
62. شهرستان مارشال، ایلینوی
63. شهرستان ماسون، ایلینوی
64. شهرستان ماساک، ایلینوی
65. شهرستان منارد، ایلینوی
66. شهرستان مرسر، ایلینوی
67. شهرستان مونرو، ایلینوی
68. شهرستان مونتگمری، ایلینوی
69. شهرستان مورگان، ایلینوی
70. Moultrie County, Illinois
71. شهرستان اوگل، ایلینوی
72. شهرستان پئوریا، ایلینوی
73. شهرستان پری، ایلینوی
74. Piatt County, Illinois
75. شهرستان پایک، ایلینوی
76. شهرستان پوپ، ایلینوی
77. شهرستان پلاسکی، ایلینوی
78. شهرستان پاتنم، ایلینوی
79. شهرستان رندولف، ایلینوی
80. شهرستان ریچلند، ایلینوی
81. شهرستان راک آیلند، ایلینوی
82. شهرستان سنت کلیر، ایلینوی
83. شهرستان سالین، ایلینوی
84. Sangamon County, Illinois
85. Schuyler County, Illinois
86. شهرستان اسکات، ایلینوی
87. شهرستان شل‌بای، ایلینوی
88. شهرستان استارک، ایلینوی
89. Stephenson County, Illinois
90. شهرستان تیزول، ایلینوی
91. شهرستان یونیون، ایلینوی
92. Vermilion County, Illinois
93. شهرستان وابش، ایلینوی
94. شهرستان وارن، ایلینوی
95. شهرستان واشینگتن، ایلینوی
96. شهرستان وین، ایلینوی
97. شهرستان وایت، ایلینوی
98. Whiteside County, Illinois
99. شهرستان ویل، ایلینوی
100. شهرستان ویلیامسون، ایلینوی
101. شهرستان وینه‌بگو، ایلینوی
102. Woodford County, Illinois

## ایندیانا
ایالت ایندیانا، ۹۲ شهرستان را شامل می‌شود:
1. شهرستان آدامز، ایندیانا
2. شهرستان آلن، ایندیانا
3. شهرستان بارتولما، ایندیانا
4. شهرستان بنتون، ایندیانا
5. شهرستان بلکفورد، ایندیانا
6. شهرستان بونی، ایندیانا
7. شهرستان براون، ایندیانا
8. شهرستان کرول، ایندیانا
9. شهرستان کاس، ایندیانا
10. شهرستان کلارک، ایندیانا
11. شهرستان کلی، ایندیانا
12. شهرستان کلینتون، ایندیانا
13. شهرستان کرافورد، ایندیانا
14. شهرستان دیویس، ایندیانا
15. شهرستان دیربورن، ایندیانا
16. شهرستان دکاتور، ایندیانا
17. شهرستان دیکلب، ایندیانا
18. شهرستان دلاویر، ایندیانا
19. شهرستان دوبوا، ایندیانا
20. شهرستان الخارت، ایندیانا
21. شهرستان فایت، ایندیانا
22. شهرستان فلوید، ایندیانا
23. شهرستان فانتن، ایندیانا
24. شهرستان فرانکلین، ایندیانا
25. شهرستان فولتن، ایندیانا
26. شهرستان گیبسون، ایندیانا
27. شهرستان گرنت، ایندیانا
28. شهرستان گرین، ایندیانا
29. شهرستان همیلتون، ایندیانا
30. شهرستان هنکاک، ایندیانا
31. شهرستان هریسون، ایندیانا
32. شهرستان هندریکس، ایندیانا
33. شهرستان هنری، ایندیانا
34. شهرستان هوارد، ایندیانا
35. شهرستان هانتینگتن، ایندیانا
36. شهرستان جکسون، ایندیانا
37. شهرستان جاسپر، ایندیانا
38. شهرستان جی، ایندیانا
39. شهرستان جفرسون، ایندیانا
40. شهرستان جنینگز، ایندیانا
41. شهرستان جانسون، ایندیانا
42. شهرستان ناکس، ایندیانا
43. شهرستان کسیوسکو، ایندیانا
44. شهرستان لاگرانژ، ایندیانا
45. شهرستان لیک، ایندیانا
46. شهرستان لاپورته، ایندیانا
47. شهرستان لارنس، ایندیانا
48. شهرستان مدیسون، ایندیانا
49. شهرستان ماریون، ایندیانا
50. شهرستان مارشال، ایندیانا
51. شهرستان مارتین، ایندیانا
52. شهرستان میامی، ایندیانا
53. شهرستان مونرو، ایندیانا
54. شهرستان مونتگومری، ایندیانا
55. شهرستان مورگان، ایندیانا
56. شهرستان نیوتون، ایندیانا
57. شهرستان نوبل، ایندیانا
58. شهرستان اوهایو، ایندیانا
59. شهرستان اورنج، ایندیانا
60. شهرستان اوون، ایندیانا
61. شهرستان پارک، ایندیانا
62. شهرستان پری، ایندیانا
63. شهرستان پایک، ایندیانا
64. شهرستان پرتر، ایندیانا
65. شهرستان پسی، ایندیانا
66. شهرستان پلاسکی، ایندیانا
67. شهرستان پاتنم، ایندیانا
68. شهرستان رندولف، ایندیانا
69. شهرستان ریپلی، ایندیانا
70. شهرستان راش، ایندیانا
71. شهرستان سنت ژوزف، ایندیانا
72. شهرستان اسکات، ایندیانا
73. شهرستان شل‌بای، ایندیانا
74. شهرستان اسپنسر، ایندیانا
75. شهرستان استارک، ایندیانا
76. شهرستان استوبین، ایندیانا
77. شهرستان سولیوان، ایندیانا
78. شهرستان سوئیس، ایندیانا
79. شهرستان تیپکانو، ایندیانا
80. شهرستان تیپتون، ایندیانا
81. شهرستان یونیون، ایندیانا
82. شهرستان وندربورگ، ایندیانا
83. شهرستان ورمیلیون، ایندیانا
84. شهرستان ویگو، ایندیانا
85. شهرستان وابش، ایندیانا
86. شهرستان وارن، ایندیانا
87. شهرستان واریک، ایندیانا
88. شهرستان واشینگتن، ایندیانا
89. شهرستان وین، ایندیانا
90. شهرستان ولز، ایندیانا
91. شهرستان وایت، ایندیانا
92. شهرستان ویتلی، ایندیانا

## اوهایو
ایالت اوهایو، ۸۸ شهرستان را شامل می‌شود:
1. شهرستان آدامز، اوهایو
2. شهرستان آلن، اوهایو
3. شهرستان اشلند، اوهایو
4. شهرستان آشتابولا، اوهایو
5. شهرستان آتن، اوهایو
6. Auglaize County, Ohio
7. شهرستان بلمون، اوهایو
8. شهرستان براون، اوهایو
9. شهرستان باتلر، اوهایو
10. شهرستان کرول، اوهایو
11. شهرستان شمپین، اوهایو
12. شهرستان کلارک، اوهایو
13. شهرستان کلرمونت، اوهایو
14. شهرستان کلینتون، اوهایو
15. شهرستان کلمبیانا، اوهایو
16. شهرستان کوشاکتن، اوهایو
17. شهرستان کرافورد، اوهایو
18. شهرستان کویاهوگا، اوهایو
19. شهرستان دارک، اوهایو
20. شهرستان دفیانس، اوهایو
21. شهرستان دلاویر، اوهایو
22. شهرستان ایری، اوهایو
23. شهرستان فیرفیلد، اوهایو
24. شهرستان فیت، اوهایو
25. شهرستان فرانکلین، اوهایو
26. شهرستان فولتن، اوهایو
27. شهرستان گالیا، اوهایو
28. شهرستان جی‌آگو، اوهایو
29. شهرستان گرین، اوهایو
30. شهرستان گرنزی، اوهایو
31. شهرستان همیلتون، اوهایو
32. شهرستان هنکاک، اوهایو
33. شهرستان هاردین، اوهایو
34. شهرستان هریسون، اوهایو
35. شهرستان هنری، اوهایو
36. شهرستان هایلند، اوهایو
37. شهرستان هوکینگ، اوهایو
38. شهرستان هولمز، اوهایو
39. شهرستان هیورن، اوهایو
40. شهرستان جکسون، اوهایو
41. شهرستان جفرسون، اوهایو
42. شهرستان ناکس، اوهایو
43. شهرستان لیک، اوهایو
44. شهرستان لارنس، اوهایو
45. شهرستان لیکینگ، اوهایو
46. شهرستان لوگان، اوهایو
47. شهرستان لورین، اوهایو
48. شهرستان لوکاس، اوهایو
49. شهرستان مدیسون، اوهایو
50. شهرستان ماهونینگ، اوهایو
51. شهرستان ماریون، اوهایو
52. شهرستان مدینا، اوهایو
53. شهرستان میگس، اوهایو
54. شهرستان مرسر، اوهایو
55. شهرستان میامی، اوهایو
56. شهرستان مونرو، اوهایو
57. شهرستان مونتگومری، اوهایو
58. شهرستان مورگان، اوهایو
59. شهرستان مورو، اوهایو
60. شهرستان ماسکینگام، اوهایو
61. شهرستان نوبل، اوهایو
62. شهرستان اتاوا، اوهایو
63. شهرستان پولدینگ، اوهایو
64. شهرستان پری، اوهایو
65. شهرستان پیکوای، اوهایو
66. شهرستان پایک، اوهایو
67. شهرستان پورتیج، اوهایو
68. شهرستان پربل، اوهایو
69. شهرستان پاتنم، اوهایو
70. شهرستان ریچلند، اوهایو
71. شهرستان روس، اوهایو
72. شهرستان ساندوسکای، اوهایو
73. شهرستان سیوتو، اوهایو
74. شهرستان سنکا، اوهایو
75. شهرستان شلبی، اوهایو
76. شهرستان استارک، اوهایو
77. شهرستان سامیت، اوهایو
78. شهرستان ترامبل، اوهایو
79. شهرستان توسکاراوس، اوهایو
80. شهرستان یونیون، اوهایو
81. شهرستان وان ورت، اوهایو
82. شهرستان وینتون، اوهایو
83. شهرستان وارن، اوهایو
84. شهرستان واشینگتن، اوهایو
85. شهرستان وین، اوهایو
86. شهرستان ویلیامز، اوهایو
87. شهرستان وود، اوهایو
88. شهرستان وایندات، اوهایو

## اکلاهما
ایالت اکلاهما، ۷۷ شهرستان را شامل می‌شود:
1. شهرستان ادیر، اکلاهما
2. شهرستان الفالفا، اکلاهما
3. شهرستان اتوکا، اکلاهما
4. شهرستان بیور، اکلاهما
5. شهرستان بکهام، اکلاهما
6. شهرستان بلین، اکلاهما
7. شهرستان برایان، اکلاهما
8. شهرستان کدو، اکلاهما
9. شهرستان کانادا، اکلاهما
10. شهرستان کارتر، اکلاهما
11. شهرستان چروکی، اکلاهما
12. شهرستان چاکتاو، اکلاهما
13. شهرستان سیمران، اکلاهما
14. شهرستان کلیولند، اکلاهما
15. شهرستان کول، اکلاهما
16. شهرستان کومانچی، اکلاهما
17. شهرستان کاتن، اکلاهما
18. شهرستان کریگ، اکلاهما
19. شهرستان کریک، اکلاهما
20. شهرستان کاستر، اکلاهما
21. شهرستان دلاویر، اکلاهما
22. شهرستان دیوی، اکلاهما
23. شهرستان الیس، اکلاهما
24. شهرستان گارفیلد، اکلاهما
25. شهرستان گاروین، اکلاهما
26. شهرستان گریدی، اکلاهما
27. شهرستان گرنت، اکلاهما
28. شهرستان گریر، اکلاهما
29. شهرستان هارمون، اکلاهما
30. شهرستان هارپر، اکلاهما
31. شهرستان هسکل، اکلاهما
32. شهرستان هیوز، اکلاهما
33. شهرستان جکسون، اکلاهما
34. شهرستان جفرسون، اکلاهما
35. شهرستان جانستون، اکلاهما
36. شهرستان کی، اکلاهما
37. شهرستان کینگ‌فیشر، اکلاهما
38. شهرستان کیووا، اکلاهما
39. شهرستان لاتیمر، اکلاهما
40. شهرستان لو فلور، اکلاهما
41. شهرستان لینکلن، اکلاهما
42. شهرستان لوگان، اکلاهما
43. شهرستان لاو، اکلاهما
44. شهرستان مک‌کلین، اکلاهما
45. شهرستان مک‌کرتین، اکلاهما
46. شهرستان مک‌اینتاش، اکلاهما
47. شهرستان میجر، اکلاهما
48. شهرستان مارشال، اکلاهما
49. شهرستان مایز، اکلاهما
50. شهرستان مورای، اکلاهما
51. شهرستان ماسکووگی، اکلاهما
52. شهرستان نوبل، اکلاهما
53. شهرستان نوواتا، اکلاهما
54. شهرستان اوکفسکی، اکلاهما
55. شهرستان اکلاهما، اکلاهما
56. شهرستان اوکمالگی، اکلاهما
57. شهرستان اوسیج، اکلاهما
58. شهرستان اتاوا، اکلاهما
59. شهرستان پونی، اکلاهما
60. شهرستان پین، اکلاهما
61. شهرستان پیتسبرگ، اکلاهما
62. شهرستان پانتوتوک، اکلاهما
63. شهرستان پوتاواتامی، اکلاهما
64. شهرستان پوشماتاها، اکلاهما
65. شهرستان راجر میلز، اکلاهما
66. شهرستان راجرز، اکلاهما
67. شهرستان سمینول، اکلاهما
68. شهرستان سکویا، اکلاهما
69. شهرستان استفنز، اکلاهما
70. شهرستان تگزاس، اکلاهما
71. شهرستان تیلمن، اکلاهما
72. شهرستان تالسا، اکلاهما
73. شهرستان وگنر، اکلاهما
74. شهرستان واشینگتن، اکلاهما
75. شهرستان وشیتا، اکلاهما
76. شهرستان وودز، اکلاهما
77. شهرستان وودوارد، اکلاهما

## اورگن
ایالت اورگن، ۳۶ شهرستان را شامل می‌شود.
1. شهرستان بیکر، اورگن
2. شهرستان بنتون، اورگن
3. شهرستان کلاکاماس، اورگن
4. Clatsop County, Oregon
5. شهرستان کلمبیا، اورگن
6. شهرستان کوس، اورگن
7. شهرستان کروک، اورگن
8. شهرستان کوری، اورگن
9. شهرستان دیشوتس، اورگن
10. شهرستان داگلاس، اورگن
11. شهرستان گیلیام، اورگن
12. شهرستان گرنت، اورگن
13. شهرستان هارنی، اورگن
14. شهرستان هود ریور، اورگن
15. شهرستان جکسون، اورگن
16. شهرستان جفرسون، اورگن
17. شهرستان جوزفین، اورگن
18. شهرستان کلاماث، اورگن
19. شهرستان لیک، اورگن
20. شهرستان لین، اورگن
21. شهرستان لینکلن، اورگن
22. Linn County, Oregon
23. شهرستان مالهور، اورگن
24. شهرستان ماریون، اورگن
25. شهرستان مورو، اورگن
26. شهرستان مولتنومه، اورگن
27. شهرستان پولک، اورگن
28. شهرستان شرمن، اورگن
29. شهرستان تیلاموک، اورگن
30. شهرستان اوماتیلا، اورگن
31. شهرستان یونیون، اورگن
32. شهرستان والووا، اورگن
33. شهرستان واسکو، اورگن
34. شهرستان واشینگتن، اورگن
35. شهرستان ویلر، اورگن
36. شهرستان یمهیل، اورگن

## آیداهو
ایالت آیداهو، ۴۴ شهرستان را شامل می‌شود:
1. شهرستان آدا، آیداهو
2. شهرستان آدامز، آیداهو
3. شهرستان بانوک، آیداهو
4. شهرستان آبشار لیک، آیداهو
5. شهرستان بنوا، آیداهو
6. شهرستان بینگم، آیداهو
7. شهرستان بلین، آیداهو
8. Boise County, Idaho
9. شهرستان بونر، آیداهو
10. شهرستان بونوویل، آیداهو
11. شهرستان باندری، آیداهو
12. شهرستان بیوت، آیداهو
13. شهرستان کاماس، آیداهو
14. شهرستان کانیون، آیداهو
15. شهرستان کاربو، آیداهو
16. Cassia County, Idaho
17. شهرستان کلارک، آیداهو
18. شهرستان کلیرواتر، آیداهو
19. شهرستان کاستر، آیداهو
20. شهرستان المور، آیداهو
21. شهرستان فرانکلین، آیداهو
22. شهرستان فرمونت، آیداهو
23. Gem County, Idaho
24. شهرستان گودینگ، آیداهو
25. شهرستان آیداهو، آیداهو
26. شهرستان جفرسون، آیداهو
27. شهرستان جروم، آیداهو
28. شهرستان کوتنای، آیداهو
29. Latah County, Idaho
30. شهرستان لمی، آیداهو
31. شهرستان لویس، آیداهو
32. شهرستان لینکلن، آیداهو
33. شهرستان مدیسون، آیداهو
34. شهرستان مینیدوکا، آیداهو
35. Nez Perce County, Idaho
36. شهرستان اونیدا، آیداهو
37. شهرستان اوویهی، آیداهو
38. شهرستان پایت، آیداهو
39. شهرستان پاور، آیداهو
40. شهرستان شوشونی، آیداهو
41. شهرستان تتون، آیداهو
42. شهرستان توین فالس، آیداهو
43. شهرستان ولی، آیداهو
44. شهرستان واشینگتن، آیداهو

## آیووا
ایالت آیووا، ۹۹ شهرستان را شامل می‌شود:
1. شهرستان ادیر، آیووا
2. شهرستان آدامز، آیووا
3. شهرستان آلاماکی، آیووا
4. شهرستان اپنوس، آیووا
5. شهرستان اودوبان، آیووا
6. شهرستان بنتون، آیووا
7. شهرستان بلک هاک، آیووا
8. شهرستان بونی، آیووا
9. شهرستان برمر، آیووا
10. شهرستان بیوکانان، آیووا
11. شهرستان بوئنا ویستا، آیووا
12. شهرستان باتلر، آیووا
13. شهرستان کلهون، آیووا
14. شهرستان کرول، آیووا
15. شهرستان کاس، آیووا
16. شهرستان سیدر، آیووا
17. شهرستان سرو گوردو، آیووا
18. شهرستان چروکی، آیووا
19. شهرستان چیکاسو، آیووا
20. شهرستان کلارک، آیووا
21. شهرستان کلی، آیووا
22. شهرستان کلیتون، آیووا
23. شهرستان کلینتون، آیووا
24. شهرستان کرافورد، آیووا
25. شهرستان دالاس، آیووا
26. شهرستان دیویس، آیووا
27. شهرستان دکاتور، آیووا
28. شهرستان دلاویر، آیووا
29. شهرستان دس موینس، آیووا
30. شهرستان دیکینسون، آیووا
31. شهرستان دوبوک، آیووا
32. شهرستان امت، آیووا
33. شهرستان فایت، آیووا
34. شهرستان فلوید، آیووا
35. شهرستان فرانکلین، آیووا
36. شهرستان فرمونت، آیووا
37. شهرستان گرین، آیووا
38. شهرستان گراندی، آیووا
39. شهرستان گاتری، آیووا
40. شهرستان همیلتون، آیووا
41. شهرستان هنکاک، آیووا
42. شهرستان هاردین، آیووا
43. شهرستان هریسون، آیووا
44. شهرستان هنری، آیووا
45. شهرستان هوارد، آیووا
46. شهرستان هامبولت، آیووا
47. شهرستان ایدا، آیووا
48. شهرستان آیووا، آیووا
49. شهرستان جکسون، آیووا
50. شهرستان جاسپر، آیووا
51. شهرستان جفرسون، آیووا
52. شهرستان جانسون، آیووا
53. شهرستان جونز، آیووا
54. شهرستان کئوکوک، آیووا
55. شهرستان کاسوت، آیووا
56. شهرستان لی، آیووا
57. شهرستان لین، آیووا
58. شهرستان لوئیسا، آیووا
59. شهرستان لوکاس، آیووا
60. شهرستان لیون، آیووا
61. شهرستان مدیسون، آیووا
62. شهرستان ماهاسکا، آیووا
63. شهرستان ماریون، آیووا
64. شهرستان مارشال، آیووا
65. شهرستان میلز، آیووا
66. شهرستان میچل، آیووا
67. شهرستان مونونا، آیووا
68. شهرستان مونرو، آیووا
69. شهرستان مونتگومری، آیووا
70. شهرستان ماسکاتین، آیووا
71. شهرستان اوبرایان، آیووا
72. شهرستان اوسکئولا، آیووا
73. شهرستان پیج، آیووا
74. شهرستان پالو آلتو، آیووا
75. شهرستان پلیموث، آیووا
76. شهرستان پوکوهانتس، آیووا
77. شهرستان پولک، آیووا
78. شهرستان پوتاواتامی، آیووا
79. شهرستان پاوشیک، آیووا
80. شهرستان رینگ‌گلد، آیووا
81. شهرستان سک، آیووا
82. شهرستان اسکات، آیووا
83. شهرستان شل‌بای، آیووا
84. شهرستان سو، آیووا
85. شهرستان استوری، آیووا
86. شهرستان تاما، آیووا
87. شهرستان تیلور، آیووا
88. شهرستان یونیون، آیووا
89. شهرستان ون بیورن، آیووا
90. شهرستان واپلو، آیووا
91. شهرستان وارن، آیووا
92. شهرستان واشینگتن، آیووا
93. شهرستان وین، آیووا
94. شهرستان وبستر، آیووا
95. شهرستان وینه‌بگو، آیووا
96. شهرستان وین‌شیک، آیووا
97. شهرستان وودبری، آیووا
98. شهرستان ورت، آیووا
99. شهرستان رایت، آیووا

## پنسیلوانیا
پنسیلوانیا، ۶۷ شهرستان را شامل می‌شود:
1. شهرستان آدامز، پنسیلوانیا
2. شهرستان الگینی، پنسیلوانیا
3. شهرستان آرمسترانگ، پنسیلوانیا
4. شهرستان بیور، پنسیلوانیا
5. شهرستان بدفورد، پنسیلوانیا
6. شهرستان برکس، پنسیلوانیا
7. شهرستان بلیر، پنسیلوانیا
8. شهرستان برادفورد، پنسیلوانیا
9. شهرستان باکس، پنسیلوانیا
10. شهرستان باتلر، پنسیلوانیا
11. شهرستان کمبریا، پنسیلوانیا
12. شهرستان کمرون، پنسیلوانیا
13. شهرستان کربن، پنسیلوانیا
14. شهرستان سنتر، پنسیلوانیا
15. شهرستان چستر، پنسیلوانیا
16. شهرستان کلریان، پنسیلوانیا
17. شهرستان کلیرفیلد، پنسیلوانیا
18. شهرستان کلینتون، پنسیلوانیا
19. شهرستان کلمبیا، پنسیلوانیا
20. شهرستان کرافورد، پنسیلوانیا
21. شهرستان کامبرلند، پنسیلوانیا
22. Dauphin County, Pennsylvania
23. شهرستان دلاویر، پنسیلوانیا
24. شهرستان الک، پنسیلوانیا
25. شهرستان ایری، پنسیلوانیا
26. شهرستان فایت، پنسیلوانیا
27. شهرستان فارست، پنسیلوانیا
28. شهرستان فرانکلین، پنسیلوانیا
29. شهرستان فولتن، پنسیلوانیا
30. شهرستان گرین، پنسیلوانیا
31. شهرستان هانتینگدان، پنسیلوانیا
32. شهرستان ایندیانا، پنسیلوانیا
33. شهرستان جفرسون، پنسیلوانیا
34. شهرستان جونیاتا، پنسیلوانیا
35. شهرستان لاکاوانا، پنسیلوانیا
36. شهرستان لنکستر، پنسیلوانیا
37. شهرستان لارنس، پنسیلوانیا
38. شهرستان لبنان، پنسیلوانیا
39. شهرستان له‌های، پنسیلوانیا
40. شهرستان لوزرن، پنسیلوانیا
41. شهرستان لیکامینگ، پنسیلوانیا
42. McKean County, Pennsylvania
43. شهرستان مرسر، پنسیلوانیا
44. شهرستان میفلن، پنسیلوانیا
45. شهرستان مونرو، پنسیلوانیا
46. شهرستان مونتگومری، پنسیلوانیا
47. شهرستان مونتوور، پنسیلوانیا
48. شهرستان نورث‌همپتون، پنسیلوانیا
49. شهرستان نورث‌آمبرلند، پنسیلوانیا
50. شهرستان پری، پنسیلوانیا
51. شهرستان فیلادلفیا، پنسیلوانیا
52. شهرستان پایک، پنسیلوانیا
53. شهرستان پاتر، پنسیلوانیا
54. شهرستان سچویلکیلل، پنسیلوانیا
55. شهرستان اسنایدر، پنسیلوانیا
56. شهرستان سامرست، پنسیلوانیا
57. شهرستان سولیوان، پنسیلوانیا
58. شهرستان ساسکوهنا، پنسیلوانیا
59. شهرستان تیوگا، پنسیلوانیا
60. شهرستان یونیون، پنسیلوانیا
61. شهرستان ونانگو، پنسیلوانیا
62. شهرستان وارن، پنسیلوانیا
63. شهرستان واشینگتن، پنسیلوانیا
64. شهرستان وین، پنسیلوانیا
65. شهرستان وستمورلند، پنسیلوانیا
66. شهرستان وایومینگ، پنسیلوانیا
67. شهرستان یورک، پنسیلوانیا

## تنسی
ایالت تنسی، ۹۵ شهرستان را شامل می‌شود:
1. شهرستان اندرسون، تنسی
2. شهرستان بدفورد، تنسی
3. شهرستان بنتون، تنسی
4. شهرستان بلدسو، تنسی
5. شهرستان بلونت، تنسی
6. شهرستان برادلی، تنسی
7. شهرستان کمبل، تنسی
8. شهرستان کانن، تنسی
9. شهرستان کرول، تنسی
10. شهرستان کارتر، تنسی
11. Cheatham County, Tennessee
12. شهرستان چستر، تنسی
13. شهرستان کلیبورن، تنسی
14. شهرستان کلی، تنسی
15. شهرستان کوک، تنسی
16. شهرستان کافی، تنسی
17. شهرستان کراکت، تنسی
18. شهرستان کامبرلند، تنسی
19. شهرستان دیویدسن، تنسی
20. شهرستان دکاتور، تنسی
21. شهرستان دیکلب، تنسی
22. شهرستان دیکسن، تنسی
23. شهرستان دایر، تنسی
24. شهرستان فایت، تنسی
25. شهرستان فنترس، تنسی
26. شهرستان فرانکلین، تنسی
27. شهرستان گیبسون، تنسی
28. شهرستان گیلز، تنسی
29. شهرستان گراینگر، تنسی
30. شهرستان گرین، تنسی
31. شهرستان گراندی، تنسی
32. شهرستان همبل، تنسی
33. شهرستان همیلتون، تنسی
34. شهرستان هنکاک، تنسی
35. Hardeman County, Tennessee
36. شهرستان هاردین، تنسی
37. شهرستان هاوکینز، تنسی
38. شهرستان هیوود، تنسی
39. شهرستان هندرسون، تنسی
40. شهرستان هنری، تنسی
41. شهرستان هیکمن، تنسی
42. شهرستان هیوستون، تنسی
43. شهرستان هامفریز، تنسی
44. شهرستان جکسون، تنسی
45. شهرستان جفرسون، تنسی
46. شهرستان جانسون، تنسی
47. شهرستان ناکس، تنسی
48. شهرستان لیک، تنسی
49. شهرستان لاودردیل، تنسی
50. شهرستان لارنس، تنسی
51. شهرستان لویس، تنسی
52. Lincoln County, Tennessee
53. شهرستان لوودون، تنسی
54. شهرستان مک‌مین، تنسی
55. شهرستان مک‌نایری، تنسی
56. شهرستان مکون، تنسی
57. شهرستان مدیسون، تنسی
58. شهرستان ماریون، تنسی
59. شهرستان مارشال، تنسی
60. شهرستان موری، تنسی
61. شهرستان میگس، تنسی
62. شهرستان مونرو، تنسی
63. شهرستان مونتگومری، تنسی
64. شهرستان مور، تنسی
65. شهرستان مورگان، تنسی
66. شهرستان اوبیون، تنسی
67. شهرستان اورتون، تنسی
68. شهرستان پری، تنسی
69. شهرستان پیکت، تنسی
70. شهرستان پولک، تنسی
71. شهرستان پاتنم، تنسی
72. شهرستان رئا، تنسی
73. شهرستان روان، تنسی
74. شهرستان رابرتسون، تنسی
75. شهرستان رادرفورد، تنسی
76. شهرستان اسکات، تنسی
77. شهرستان سکواچی، تنسی
78. شهرستان سویر، تنسی
79. شهرستان شلبی، تنسی
80. شهرستان اسمیت، تنسی
81. شهرستان استوارت، تنسی
82. شهرستان سولیوان، تنسی
83. شهرستان سومنر، تنسی
84. شهرستان تیپتون، تنسی
85. Trousdale County, Tennessee
86. شهرستان ونیکوی، تنسی
87. شهرستان یونیون، تنسی
88. شهرستان ون بیورن، تنسی
89. شهرستان وارن، تنسی
90. شهرستان واشینگتن، تنسی
91. شهرستان وین، تنسی
92. شهرستان ویکلی، تنسی
93. شهرستان وایت، تنسی
94. شهرستان ویلیامسون، تنسی
95. شهرستان ویلسون، تنسی

## تگزاس
ایالت تگزاس، ۲۵۴ شهرستان را شامل می‌شود:
1. شهرستان اندرسون، تگزاس
2. شهرستان اندروز، تگزاس
3. شهرستان انجلینا، تگزاس
4. شهرستان آرنزاس، تگزاس
5. شهرستان آرچر، تگزاس
6. شهرستان آرمسترانگ، تگزاس
7. شهرستان اتسکوزا، تگزاس
8. شهرستان آستین، تگزاس
9. شهرستان بیلی، تگزاس
10. شهرستان بندرا، تگزاس
11. شهرستان بستراپ، تگزاس
12. شهرستان بیلور، تگزاس
13. شهرستان بی، تگزاس
14. شهرستان بل، تگزاس
15. شهرستان بیر، تگزاس
16. شهرستان بلانکو، تگزاس
17. شهرستان بوردن، تگزاس
18. شهرستان باسک، تگزاس
19. شهرستان بویی، تگزاس
20. شهرستان برازوریا، تگزاس
21. شهرستان برازوس، تگزاس
22. شهرستان بروستر، تگزاس
23. شهرستان برسکو، تگزاس
24. شهرستان بروکس، تگزاس
25. شهرستان براون، تگزاس
26. شهرستان برلسون، تگزاس
27. شهرستان برنت، تگزاس
28. شهرستان کالدول، تگزاس
29. شهرستان کلهون، تگزاس
30. شهرستان کلهن، تگزاس
31. شهرستان کمرون، تگزاس
32. شهرستان کمپ، تگزاس
33. شهرستان کارسون، تگزاس
34. شهرستان کس، تگزاس
35. شهرستان کسترو، تگزاس
36. شهرستان چمبرز، تگزاس
37. شهرستان چروکی، تگزاس
38. شهرستان چیلدرس، تگزاس
39. شهرستان کلی، تگزاس
40. شهرستان کاکرن، تگزاس
41. شهرستان کک، تگزاس
42. شهرستان کولمن، تگزاس
43. شهرستان کالین، تگزاس
44. شهرستان کولینگزورث، تگزاس
45. شهرستان کلرادو، تگزاس
46. شهرستان کومال، تگزاس
47. شهرستان کومانچی، تگزاس
48. شهرستان کانچو، تگزاس
49. شهرستان کوک، تگزاس
50. شهرستان کوریل، تگزاس
51. شهرستان کاتل، تگزاس
52. شهرستان کرین، تگزاس
53. شهرستان کراکت، تگزاس
54. شهرستان کرازبی، تگزاس
55. شهرستان کالبرسن، تگزاس
56. شهرستان دالام، تگزاس
57. شهرستان دالاس، تگزاس
58. شهرستان داوسون، تگزاس
59. شهرستان دف اسمیت، تگزاس
60. شهرستان دلتا، تگزاس
61. شهرستان دنتون، تگزاس
62. شهرستان دویت، تگزاس
63. شهرستان دیکنز، تگزاس
64. شهرستان دیمیت، تگزاس
65. شهرستان دانلی، تگزاس
66. شهرستان دووال، تگزاس
67. شهرستان ایستلند، تگزاس
68. شهرستان اکتور، تگزاس
69. شهرستان ادواردز، تگزاس
70. شهرستان الیس، تگزاس
71. شهرستان ال پاسو، تگزاس
72. شهرستان ایراث، تگزاس
73. شهرستان فالز، تگزاس
74. شهرستان فنین، تگزاس
75. شهرستان فیت، تگزاس
76. شهرستان فیشر، تگزاس
77. شهرستان فلوید، تگزاس
78. شهرستان فوارد، تگزاس
79. شهرستان فورت بند، تگزاس
80. شهرستان فرانکلین، تگزاس
81. شهرستان فرستون، تگزاس
82. شهرستان فریو، تگزاس
83. شهرستان گینس، تگزاس
84. شهرستان گلوستون، تگزاس
85. شهرستان گارزا، تگزاس
86. شهرستان گیلسپی، تگزاس
87. Glasscock County, Texas
88. شهرستان گولیاد، تگزاس
89. شهرستان گونزالس، تگزاس
90. شهرستان گری، تگزاس
91. شهرستان گریسون، تگزاس
92. شهرستان گرگ، تگزاس
93. شهرستان گریمز، تگزاس
94. شهرستان گودالوپ، تگزاس
95. شهرستان هالی، تگزاس
96. شهرستان هال، تگزاس
97. شهرستان همیلتون، تگزاس
98. شهرستان هانسفورد، تگزاس
99. Hardeman County, Texas
100. شهرستان هاردین، تگزاس
101. شهرستان هریس، تگزاس
102. شهرستان هریسون، تگزاس
103. شهرستان هارتلی، تگزاس
104. شهرستان هسکل، تگزاس
105. شهرستان هیز، تگزاس
106. شهرستان همفیل، تگزاس
107. شهرستان هندرسون، تگزاس
108. شهرستان ایدالگو، تگزاس
109. شهرستان هیل، تگزاس
110. Hockley County, Texas
111. شهرستان هود، تگزاس
112. شهرستان هاپکینز، تگزاس
113. شهرستان هیوستون، تگزاس
114. شهرستان هاوارد، تگزاس
115. شهرستان هادسپت، تگزاس
116. شهرستان هانت، تگزاس
117. شهرستان هاچینسون، تگزاس
118. Irion County, Texas
119. شهرستان جک، تگزاس
120. شهرستان جکسون، تگزاس
121. شهرستان جسپر، تگزاس
122. شهرستان جف دیویس، تگزاس
123. شهرستان جفرسون، تگزاس
124. شهرستان جیم هاگ، تگزاس
125. شهرستان جیم ولز، تگزاس
126. شهرستان جانسون، تگزاس
127. شهرستان جونز، تگزاس
128. شهرستان کارنز، تگزاس
129. شهرستان کافمن، تگزاس
130. شهرستان کندال، تگزاس
131. شهرستان کندی، تگزاس
132. شهرستان کنت، تگزاس
133. شهرستان کر، تگزاس
134. شهرستان کیمبل، تگزاس
135. شهرستان کینگ، تگزاس
136. شهرستان کینی، تگزاس
137. شهرستان کلبرگ، تگزاس
138. شهرستان ناکس، تگزاس
139. شهرستان لامار، تگزاس
140. شهرستان لمب، تگزاس
141. شهرستان لمپسس، تگزاس
142. شهرستان لا سال، تگزاس
143. شهرستان لاواکا، تگزاس
144. شهرستان لی، تگزاس
145. شهرستان لئون، تگزاس
146. شهرستان لیبرتی، تگزاس
147. شهرستان لایمستون، تگزاس
148. شهرستان لیپسکام، تگزاس
149. شهرستان لایو اوک، تگزاس
150. شهرستان لانو، تگزاس
151. شهرستان لاوینگ، تگزاس[۱]
152. شهرستان لوبوک، تگزاس
153. شهرستان لین، تگزاس
154. شهرستان مک‌کلاچ، تگزاس
155. شهرستان مک‌لنن، تگزاس
156. شهرستان مک‌مولن، تگزاس
157. شهرستان مدیسون، تگزاس
158. شهرستان مرین، تگزاس
159. شهرستان مارتین، تگزاس
160. شهرستان ماسون، تگزاس
161. شهرستان ماتاگوردا، تگزاس
162. شهرستان ماوریک، تگزاس
163. شهرستان مدینا، تگزاس
164. شهرستان منارد، تگزاس
165. شهرستان میدلند، تگزاس
166. شهرستان میلام، تگزاس
167. شهرستان میلز، تگزاس
168. شهرستان میچل، تگزاس
169. شهرستان مونتاگ، تگزاس
170. شهرستان مونتگومری، تگزاس
171. شهرستان مور، تگزاس
172. شهرستان موریس، تگزاس
173. شهرستان ماتلی، تگزاس
174. شهرستان ناکودوچز، تگزاس
175. شهرستان ناوارو، تگزاس
176. شهرستان نیوتون، تگزاس
177. شهرستان نولان، تگزاس
178. شهرستان نویسس، تگزاس
179. شهرستان اوکلتری، تگزاس
180. شهرستان اولدهام، تگزاس
181. شهرستان اورنج، تگزاس
182. شهرستان پالو پینتو، تگزاس
183. شهرستان پانولا، تگزاس
184. شهرستان پارکر، تگزاس
185. شهرستان پارمر، تگزاس
186. شهرستان پیکس، تگزاس
187. شهرستان پولک، تگزاس
188. شهرستان پاتر، تگزاس
189. شهرستان پرسدیو، تگزاس
190. شهرستان رینس، تگزاس
191. شهرستان رندال، تگزاس
192. شهرستان ریگان، تگزاس
193. شهرستان رئال، تگزاس
194. شهرستان رد ریور، تگزاس
195. شهرستان ریوز، تگزاس
196. شهرستان رفجیو، تگزاس
197. شهرستان رابرتس، تگزاس
198. شهرستان رابرتسون، تگزاس
199. شهرستان راک‌وال، تگزاس
200. Runnels County, Texas
201. شهرستان راسک، تگزاس
202. شهرستان سبین، تگزاس
203. شهرستان سن آگوستین، تگزاس
204. شهرستان سن جاسینتو، تگزاس
205. شهرستان سن پاتریسیو، تگزاس
206. شهرستان سن سابا، تگزاس
207. Schleicher County, Texas
208. شهرستان اسکوری، تگزاس
209. Shackelford County, Texas
210. شهرستان شلبی، تگزاس
211. شهرستان شرمن، تگزاس
212. شهرستان اسمیت، تگزاس
213. Somervell County, Texas
214. شهرستان استار، تگزاس
215. شهرستان استفنز، تگزاس
216. شهرستان استرلینگ، تگزاس
217. شهرستان استونوال، تگزاس
218. شهرستان ساتون، تگزاس
219. شهرستان سویشر، تگزاس
220. شهرستان تارانت، تگزاس
221. شهرستان تیلور، تگزاس
222. شهرستان ترل، تگزاس
223. شهرستان تری، تگزاس
224. شهرستان تروکمارتون، تگزاس
225. شهرستان تیتوس، تگزاس
226. شهرستان تام گرین، تگزاس
227. شهرستان تراویس، تگزاس
228. شهرستان ترینیتی، تگزاس
229. شهرستان تایلر، تگزاس
230. شهرستان آپشار، تگزاس
231. شهرستان آپتون، تگزاس
232. شهرستان یووالد، تگزاس
233. شهرستان وال ورده، تگزاس
234. Van Zandt County, Texas
235. شهرستان ویکتوریا، تگزاس
236. شهرستان واکر، تگزاس
237. شهرستان والر، تگزاس
238. شهرستان وارد، تگزاس
239. شهرستان واشینگتن، تگزاس
240. شهرستان وب، تگزاس
241. شهرستان وارتون، تگزاس
242. شهرستان ویلر، تگزاس
243. شهرستان ویچیتا، تگزاس
244. شهرستان ویلبارجر، تگزاس
245. شهرستان ویلسی، تگزاس
246. شهرستان ویلیامسون، تگزاس
247. شهرستان ویلسون، تگزاس
248. شهرستان وینکلر، تگزاس
249. شهرستان ویس، تگزاس
250. شهرستان وود، تگزاس
251. شهرستان یکوم، تگزاس
252. شهرستان یانگ، تگزاس
253. شهرستان زاپاتا، تگزاس
254. شهرستان زاوالا، تگزاس

## جورجیا
ایالت جورجیا، ۱۵۹ شهرستان را شامل می‌شود.
1. شهرستان اپلینگ، جورجیا
2. شهرستان اتکینسون، جورجیا
3. شهرستان بیکن، جورجیا
4. شهرستان بیکر، جورجیا
5. شهرستان بالدوین، جورجیا
6. شهرستان بنکس، جورجیا
7. شهرستان بارو، جورجیا
8. شهرستان بارتوو، جورجیا
9. شهرستان بن هیل، جورجیا
10. شهرستان برین، جورجیا
11. شهرستان بیب، جورجیا
12. Bleckley County, Georgia
13. Brantley County, Georgia
14. شهرستان بروکس، جورجیا
15. شهرستان برایان، جورجیا
16. Bulloch County, Georgia
17. شهرستان برک، جورجیا
18. شهرستان بوتز، جورجیا
19. شهرستان کلهون، جورجیا
20. شهرستان کمدن، جورجیا
21. Candler County, Georgia
22. شهرستان کرول، جورجیا
23. شهرستان کتوسا، جورجیا
24. شهرستان چارلتن، جورجیا
25. شهرستان چاتهام، جورجیا
26. شهرستان چاتاهوچی، جورجیا
27. Chattooga County, Georgia
28. شهرستان چروکی، جورجیا
29. شهرستان کلارک، جورجیا
30. شهرستان کلی، جورجیا
31. شهرستان کلیتون، جورجیا
32. Clinch County, Georgia
33. شهرستان کاب، جورجیا
34. شهرستان کافی، جورجیا
35. شهرستان کولکویت، جورجیا
36. شهرستان کلمبیا، جورجیا
37. شهرستان کوک، جورجیا
38. شهرستان کووتا، جورجیا
39. شهرستان کرافورد، جورجیا
40. شهرستان کرسپ، جورجیا
41. Dade County, Georgia
42. شهرستان داوسن، جورجیا
43. شهرستان دکاتور، جورجیا
44. شهرستان دیکلب، جورجیا
45. شهرستان داج، جورجیا
46. شهرستان دولی، جورجیا
47. شهرستان دووگرتی، جورجیا
48. شهرستان داگلاس، جورجیا
49. شهرستان ایرلی، جورجیا
50. Echols County, Georgia
51. شهرستان افینگهام، جورجیا
52. شهرستان البرت، جورجیا
53. شهرستان امانوئل، جورجیا
54. شهرستان اوانس، جورجیا
55. شهرستان فانین، جورجیا
56. شهرستان فایت، جورجیا
57. شهرستان فلوید، جورجیا
58. شهرستان فورسایت، جورجیا
59. شهرستان فرانکلین، جورجیا
60. شهرستان فولتن، جورجیا
61. شهرستان گیلمر، جورجیا
62. Glascock County, Georgia
63. شهرستان گلین، جورجیا
64. شهرستان گوردون، جورجیا
65. شهرستان گریدی، جورجیا
66. شهرستان گرین، جورجیا
67. شهرستان گوینت، جورجیا
68. شهرستان هبرشام، جورجیا
69. شهرستان هال، جورجیا
70. شهرستان هنکاک، جورجیا
71. شهرستان هارالسون، جورجیا
72. شهرستان هریس، جورجیا
73. شهرستان هارت، جورجیا
74. شهرستان هرد، جورجیا
75. شهرستان هنری، جورجیا
76. شهرستان هیوستون، جورجیا
77. شهرستان ایروین، جورجیا
78. شهرستان جکسون، جورجیا
79. شهرستان جاسپر، جورجیا
80. شهرستان جف دیویس، جورجیا
81. شهرستان جفرسون، جورجیا
82. شهرستان جنکینس، جورجیا
83. شهرستان جانسون، جورجیا
84. شهرستان جونز، جورجیا
85. شهرستان لامار، جورجیا
86. شهرستان لنیر، جورجیا
87. شهرستان لارنس، جورجیا
88. شهرستان لی، جورجیا
89. شهرستان لیبرتی، جورجیا
90. شهرستان لینکلن، جورجیا
91. شهرستان لانگ، جورجیا
92. شهرستان لاندس، جورجیا
93. شهرستان لمپکین، جورجیا
94. شهرستان مک‌دافی، جورجیا
95. شهرستان مک‌اینتاش، جورجیا
96. شهرستان مکون، جورجیا
97. شهرستان مدیسون، جورجیا
98. شهرستان ماریون، جورجیا
99. شهرستان مری‌وثر، جورجیا
100. شهرستان میلر، جورجیا
101. شهرستان میچل، جورجیا
102. شهرستان مونرو، جورجیا
103. شهرستان مونتگومری، جورجیا
104. شهرستان مورگان، جورجیا
105. شهرستان مورای، جورجیا
106. شهرستان موسکوگی، جورجیا
107. شهرستان نیوتون، جورجیا
108. شهرستان اوکونی، جورجیا
109. شهرستان اگلتروپ، جورجیا
110. شهرستان پولدینگ، جورجیا
111. شهرستان هلو، جورجیا
112. شهرستان پیکنز، جورجیا
113. شهرستان پیرس، جورجیا
114. شهرستان پایک، جورجیا
115. شهرستان پولک، جورجیا
116. شهرستان پلاسکی، جورجیا
117. شهرستان پاتنم، جورجیا
118. شهرستان کوئیتمن، جورجیا
119. شهرستان رابون، جورجیا
120. شهرستان رندولف، جورجیا
121. شهرستان ریچموند، جورجیا
122. شهرستان راکدیل، جورجیا
123. Schley County, Georgia
124. شهرستان اسکرون، جورجیا
125. شهرستان سمینول، جورجیا
126. شهرستان اسپلدینگ، جورجیا
127. شهرستان استفنز، جورجیا
128. شهرستان استوارت، جورجیا
129. شهرستان سومتر، جورجیا
130. شهرستان تالبوت، جورجیا
131. شهرستان تالیافرو، جورجیا
132. شهرستان تاتنل، جورجیا
133. شهرستان تیلور، جورجیا
134. شهرستان تلفر، جورجیا
135. شهرستان ترل، جورجیا
136. شهرستان توماس، جورجیا
137. شهرستان تیفت، جورجیا
138. شهرستان تومبز، جورجیا
139. شهرستان تونز، جورجیا
140. Treutlen County, Georgia
141. شهرستان تروپ، جورجیا
142. شهرستان ترنر، جورجیا
143. شهرستان تویگز، جورجیا
144. شهرستان یونیون، جورجیا
145. شهرستان اوپسون، جورجیا
146. شهرستان واکر، جورجیا
147. شهرستان والتون، جورجیا
148. شهرستان ور، جورجیا
149. شهرستان وارن، جورجیا
150. شهرستان واشینگتن، جورجیا
151. شهرستان وین، جورجیا
152. شهرستان وبستر، جورجیا
153. شهرستان ویلر، جورجیا
154. شهرستان وایت، جورجیا
155. شهرستان ویتفیلد، جورجیا
156. شهرستان ویلکاکس، جورجیا
157. شهرستان ویلکس، جورجیا
158. شهرستان ویلکینسون، جورجیا
159. شهرستان ورت، جورجیا

## داکوتای جنوبی
ایالت داکوتای جنوبی، ۶۶ شهرستان را شامل می‌شود:
1. شهرستان آرورا، داکوتای جنوبی
2. شهرستان بیدل، داکوتای جنوبی
3. شهرستان بنت، داکوتای جنوبی
4. شهرستان بن هوم، داکوتای جنوبی
5. شهرستان بروکینگز، داکوتای جنوبی
6. شهرستان براون، داکوتای جنوبی
7. شهرستان برولی، داکوتای جنوبی
8. شهرستان بوفالو، داکوتای جنوبی
9. شهرستان بیوت، داکوتای جنوبی
10. شهرستان کمبل، داکوتای جنوبی
11. شهرستان چارلز میکس، داکوتای جنوبی
12. شهرستان کلارک، داکوتای جنوبی
13. شهرستان کلی، داکوتای جنوبی
14. شهرستان کادینگتون، داکوتای جنوبی
15. شهرستان کورسان، داکوتای جنوبی
16. شهرستان کاستر، داکوتای جنوبی
17. شهرستان داویسون، داکوتای جنوبی
18. شهرستان دی، داکوتای جنوبی
19. شهرستان دویل، داکوتای جنوبی
20. شهرستان دیوی، داکوتای جنوبی
21. شهرستان داگلاس، داکوتای جنوبی
22. شهرستان ادموندز، داکوتای جنوبی
23. شهرستان فال ریور، داکوتای جنوبی
24. شهرستان فاولک، داکوتای جنوبی
25. شهرستان گرنت، داکوتای جنوبی
26. شهرستان گرگوری، داکوتای جنوبی
27. شهرستان هاکون، داکوتای جنوبی
28. شهرستان هملین، داکوتای جنوبی
29. شهرستان هند، داکوتای جنوبی
30. شهرستان هنسن، داکوتای جنوبی
31. شهرستان هاردینگ، داکوتای جنوبی
32. شهرستان هیوز، داکوتای جنوبی
33. شهرستان هاچینسون، داکوتای جنوبی
34. شهرستان هاید، داکوتای جنوبی
35. شهرستان جکسون، داکوتای جنوبی
36. شهرستان جرالد، داکوتای جنوبی
37. شهرستان جونز، داکوتای جنوبی
38. شهرستان کینگسبری، داکوتای جنوبی
39. شهرستان لیک، داکوتای جنوبی
40. شهرستان لارنس، داکوتای جنوبی
41. شهرستان لینکلن، داکوتای جنوبی
42. شهرستان لیمان، داکوتای جنوبی
43. شهرستان مک‌کوک، داکوتای جنوبی
44. شهرستان مک‌فرسون، داکوتای جنوبی
45. شهرستان مارشال، داکوتای جنوبی
46. شهرستان مید، داکوتای جنوبی
47. شهرستان ملت، داکوتای جنوبی
48. شهرستان مینر، داکوتای جنوبی
49. شهرستان مینه‌هاها، داکوتای جنوبی
50. شهرستان مودی، داکوتای جنوبی
51. شهرستان شنون، داکوتای جنوبی
52. شهرستان پنینگتن، داکوتای جنوبی
53. شهرستان پرکینس، داکوتای جنوبی
54. شهرستان پاتر، داکوتای جنوبی
55. شهرستان رابرتس، داکوتای جنوبی
56. شهرستان سنبورن، داکوتای جنوبی
57. شهرستان اسپینک، داکوتای جنوبی
58. شهرستان استنلی، داکوتای جنوبی
59. شهرستان سولی، داکوتای جنوبی
60. شهرستان تاد، داکوتای جنوبی
61. شهرستان تریپ، داکوتای جنوبی
62. شهرستان ترنر، داکوتای جنوبی
63. شهرستان یونیون، داکوتای جنوبی
64. شهرستان والورس، داکوتای جنوبی
65. شهرستان ینکتون، داکوتای جنوبی
66. شهرستان زیباچ، داکوتای جنوبی

## داکوتای شمالی
ایالت داکوتای شمالی، 53 شهرستان را شامل می‌شود:
1. شهرستان آدامز، داکوتای شمالی
2. شهرستان بارنز، داکوتای شمالی
3. شهرستان بنسون، داکوتای شمالی
4. شهرستان بلینگ، داکوتای شمالی
5. شهرستان بوتیناو، داکوتای شمالی
6. شهرستان بومن، داکوتای شمالی
7. شهرستان برک، داکوتای شمالی
8. شهرستان برلی، داکوتای شمالی
9. شهرستان کاس، داکوتای شمالی
10. شهرستان کاوالیر، داکوتای شمالی
11. شهرستان دیکی، داکوتای شمالی
12. Divide County, North Dakota
13. شهرستان دون، داکوتای شمالی
14. شهرستان ادی، داکوتای شمالی
15. شهرستان امونس، داکوتای شمالی
16. شهرستان فاستر، داکوتای شمالی
17. شهرستان گلدن ولی، داکوتای شمالی
18. شهرستان گراند فورکس، داکوتای شمالی
19. شهرستان گرنت، داکوتای شمالی
20. شهرستان گریگز، داکوتای شمالی
21. شهرستان هتینگر، داکوتای شمالی
22. شهرستان کیدر، داکوتای شمالی
23. شهرستان لامور، داکوتای شمالی
24. شهرستان لوگان، داکوتای شمالی
25. McHenry County, North Dakota
26. شهرستان مک‌اینتاش، داکوتای شمالی
27. شهرستان مکنزی، داکوتای شمالی
28. شهرستان مک‌لین، داکوتای شمالی
29. شهرستان مرسر، داکوتای شمالی
30. شهرستان مورتون، داکوتای شمالی
31. شهرستان مونتریل، داکوتای شمالی
32. شهرستان نلسون، داکوتای شمالی
33. شهرستان الیور، داکوتای شمالی
34. شهرستان پمبینا، داکوتای شمالی
35. شهرستان پیرس، داکوتای شمالی
36. شهرستان رامسی، داکوتای شمالی
37. شهرستان رانسوم، داکوتای شمالی
38. شهرستان رنویل، داکوتای شمالی
39. شهرستان ریچلند، داکوتای شمالی
40. شهرستان رولت، داکوتای شمالی
41. شهرستان سارجنت، داکوتای شمالی
42. شهرستان شریدن، داکوتای شمالی
43. شهرستان سو، داکوتای شمالی
44. Slope County, North Dakota
45. شهرستان استارک، داکوتای شمالی
46. شهرستان استیل، داکوتای شمالی
47. Stutsman County, North Dakota
48. شهرستان تاونر، داکوتای شمالی
49. Traill County, North Dakota
50. شهرستان والش، داکوتای شمالی
51. شهرستان وارد، داکوتای شمالی
52. شهرستان ولز، داکوتای شمالی
53. شهرستان ویلیامز، داکوتای شمالی

## دلاویر
ایالت دلاویر، سه شهرستان را شامل می‌شود:
1. شهرستان کنت، دلاویر
2. شهرستان نیوکاسل، دلاویر
3. شهرستان ساسکس، دلاویر

## رود آیلند
ایالت رود آیلند، ۵ شهرستان را شامل می‌شود:
1. شهرستان بریستول، رود آیلند
2. شهرستان کنت، رود آیلند
3. شهرستان نیوپورت، رود آیلند
4. شهرستان پراویدنس، رود آیلند
5. شهرستان واشینگتن، رود آیلند

## کالیفرنیا
ایالت کالیفرنیا، ۵۸ شهرستان را شامل می‌شود:
1. شهرستان آلامدا، کالیفرنیا
2. شهرستان آلپاین، کالیفرنیا
3. شهرستان آمادور، کالیفرنیا
4. شهرستان بیوت، کالیفرنیا
5. شهرستان کالاوراس، کالیفرنیا
6. شهرستان کولوزا، کالیفرنیا
7. شهرستان کنترا کوستا، کالیفرنیا
8. شهرستان دل نورت، کالیفرنیا
9. شهرستان ال دورادو، کالیفرنیا
10. شهرستان فرسنو، کالیفرنیا
11. شهرستان گلن، کالیفرنیا
12. شهرستان هامبولت، کالیفرنیا
13. شهرستان ایمپریال، کالیفرنیا
14. شهرستان اینیو، کالیفرنیا
15. شهرستان کرن، کالیفرنیا
16. شهرستان کینگز، کالیفرنیا
17. شهرستان لیک، کالیفرنیا
18. شهرستان لاسن، کالیفرنیا
19. شهرستان لس‌آنجلس، کالیفرنیا
20. شهرستان مادرا، کالیفرنیا
21. شهرستان مارین، کالیفرنیا
22. شهرستان ماریپوزا، کالیفرنیا
23. شهرستان مندوسینو، کالیفرنیا
24. شهرستان مرسد، کالیفرنیا
25. شهرستان مودوک، کالیفرنیا
26. شهرستان مونو، کالیفرنیا
27. شهرستان مونتری، کالیفرنیا
28. شهرستان ناپا، کالیفرنیا
29. شهرستان نوادا، کالیفرنیا
30. شهرستان اورنج، کالیفرنیا
31. شهرستان پلاسر، کالیفرنیا
32. شهرستان پلوماس، کالیفرنیا
33. شهرستان ریورساید، کالیفرنیا
34. شهرستان ساکرامنتو، کالیفرنیا
35. شهرستان سن بنیتو، کالیفرنیا
36. شهرستان سن برناردینو، کالیفرنیا
37. شهرستان سن دیگو، کالیفرنیا
38. سان فرانسیسکو
39. شهرستان سن ژواکین، کالیفرنیا
40. شهرستان سن لوییز اوبیسپو، کالیفرنیا
41. شهرستان سن ماتئو، کالیفرنیا
42. شهرستان سانتا باربارا، کالیفرنیا
43. شهرستان سانتا کلارا، کالیفرنیا
44. شهرستان سانتا کروز، کالیفرنیا
45. شهرستان شاستا، کالیفرنیا
46. شهرستان سیرا، کالیفرنیا
47. شهرستان سیسکیو، کالیفرنیا
48. شهرستان سولانو، کالیفرنیا
49. شهرستان سونوما، کالیفرنیا
50. شهرستان استانیسلاس، کالیفرنیا
51. شهرستان سوتر، کالیفرنیا
52. شهرستان تهاما، کالیفرنیا
53. شهرستان ترینیتی، کالیفرنیا
54. شهرستان تولار، کالیفرنیا
55. شهرستان توآلومی، کالیفرنیا
56. شهرستان ونتورا، کالیفرنیا
57. شهرستان یولو، کالیفرنیا
58. شهرستان یوبا، کالیفرنیا

## کلرادو
ایالت کلرادو، ۶۴ شهرستان را شامل می‌شود:
1. شهرستان آدامز، کلرادو
2. شهرستان آلاموسا، کلرادو
3. شهرستان آرپهوو، کلرادو
4. شهرستان آرچولتا، کلرادو
5. شهرستان باکا، کلرادو
6. شهرستان بنت، کلرادو
7. شهرستان بولدر، کلرادو
8. برومفیلد، کلرادو
9. شهرستان چافی، کلرادو
10. شهرستان شاین، کلرادو
11. شهرستان کلیر کریک، کلرادو
12. Conejos County, Colorado
13. شهرستان کوستیا، کلرادو
14. شهرستان کراولی، کلرادو
15. شهرستان کاستر، کلرادو
16. شهرستان دلتا، کلرادو
17. دنور
18. شهرستان دولورس، کلرادو
19. شهرستان داگلاس، کلرادو
20. شهرستان ایگل، کلرادو
21. شهرستان البرت، کلرادو
22. شهرستان ال پاسو، کلرادو
23. شهرستان فرمونت، کلرادو
24. شهرستان گارفیلد، کلرادو
25. شهرستان گیلپین، کلرادو
26. شهرستان گرند، کلرادو
27. شهرستان گانیسون، کلرادو
28. شهرستان هینزدیل، کلرادو
29. شهرستان هورفانو، کلرادو
30. شهرستان جکسون، کلرادو
31. شهرستان جفرسون، کلرادو
32. شهرستان کیووا، کلرادو
33. شهرستان کیت کارسون، کلرادو
34. شهرستان لیک، کلرادو
35. شهرستان لا پلاتا، کلرادو
36. Larimer County, Colorado
37. شهرستان لاس انیماس، کلرادو
38. شهرستان لینکلن، کلرادو
39. شهرستان لوگان، کلرادو
40. شهرستان میسا، کلرادو
41. شهرستان مینرال، کلرادو
42. شهرستان موفات، کلرادو
43. شهرستان مانتزوما، کلرادو
44. شهرستان مانترووز، کلرادو
45. شهرستان مورگان، کلرادو
46. شهرستان آترو، کلرادو
47. شهرستان اورای، کلرادو
48. شهرستان پارک، کلرادو
49. شهرستان فیلیپس، کلرادو
50. شهرستان پیکتین، کلرادو
51. شهرستان پروورز، کلرادو
52. شهرستان پوبلوو، کلرادو
53. شهرستان ریو بلانکو، کلرادو
54. شهرستان ریو گریند، کلرادو
55. شهرستان روت، کلرادو
56. شهرستان سگوایچ، کلرادو
57. شهرستان سن خوان، کلرادو
58. شهرستان سن میگل، کلرادو
59. شهرستان سجویک، کلرادو
60. شهرستان سامیت، کلرادو
61. شهرستان تلر، کلرادو
62. شهرستان واشینگتن، کلرادو
63. شهرستان ولد، کلرادو
64. شهرستان یوما، کلرادو

## کنتیکت
ایالت کنتیکت، هشت شهرستان را شامل می‌شود:
1. شهرستان فیرفیلد، کنتیکت
2. شهرستان هارتفورد، کنتیکت
3. شهرستان لیچفیلد، کنتیکت
4. شهرستان میدلسکس، کنتیکت
5. شهرستان نیو هاون، کنتیکت
6. شهرستان نیو لندن، کنتیکت
7. شهرستان تولند، کنتیکت
8. شهرستان ویندهام، کنتیکت

## فلوریدا
ایالت فلوریدا، 67 شهرستان را شامل می‌شود:
1. شهرستان آلاچوا، فلوریدا
2. شهرستان بیکر، فلوریدا
3. شهرستان بی، فلوریدا
4. شهرستان برادفورد، فلوریدا
5. شهرستان بروارد، فلوریدا
6. شهرستان براوارد، فلوریدا
7. شهرستان کلهون، فلوریدا
8. شهرستان شارلوت، فلوریدا
9. شهرستان سیتروس، فلوریدا
10. شهرستان کلی، فلوریدا
11. شهرستان کلیر، فلوریدا
12. شهرستان کلمبیا، فلوریدا
13. شهرستان دسوتو، فلوریدا
14. شهرستان دیکسی، فلوریدا
15. شهرستان دووال، فلوریدا
16. شهرستان اسکامبیا، فلوریدا
17. شهرستان فلگلر، فلوریدا
18. شهرستان فرانکلین، فلوریدا
19. شهرستان گدزدن، فلوریدا
20. شهرستان گیلکریست، فلوریدا
21. Glades County, Florida
22. شهرستان گلف، فلوریدا
23. شهرستان همیلتون، فلوریدا
24. Hardee County, Florida
25. شهرستان هندری، فلوریدا
26. شهرستان هرناندو، فلوریدا
27. شهرستان هایلندز، فلوریدا
28. شهرستان هیلزبرو، فلوریدا
29. شهرستان هولمز، فلوریدا
30. شهرستان ایندیان ریور، فلوریدا
31. شهرستان جکسون، فلوریدا
32. شهرستان جفرسون، فلوریدا
33. شهرستان لافایت، فلوریدا
34. شهرستان لیک، فلوریدا
35. شهرستان لی، فلوریدا
36. شهرستان لئون، فلوریدا
37. شهرستان لوی، فلوریدا
38. شهرستان لیبرتی، فلوریدا
39. شهرستان مدیسون، فلوریدا
40. شهرستان ماناته، فلوریدا
41. شهرستان ماریون، فلوریدا
42. شهرستان مارتین، فلوریدا
43. شهرستان میامی-دید، فلوریدا
44. شهرستان مونرو، فلوریدا
45. شهرستان ناساو، فلوریدا
46. شهرستان اوکالوسا، فلوریدا
47. شهرستان اوکیچوبی، فلوریدا
48. شهرستان اورنج، فلوریدا
49. شهرستان اوسکئولا، فلوریدا
50. شهرستان پام بیچ، فلوریدا
51. شهرستان پاسکو، فلوریدا
52. شهرستان پاینلاس، فلوریدا
53. شهرستان پولک، فلوریدا
54. شهرستان پاتنم، فلوریدا
55. شهرستان سنت جانز، فلوریدا
56. شهرستان سنت لوسی، فلوریدا
57. شهرستان سانتا امرسون، فلوریدا
58. شهرستان ساراسوتا، فلوریدا
59. شهرستان سمینول، فلوریدا
60. شهرستان سومتر، فلوریدا
61. شهرستان سوانه، فلوریدا
62. شهرستان تیلور، فلوریدا
63. شهرستان یونیون، فلوریدا
64. شهرستان ولوسیا، فلوریدا
65. شهرستان واکالا، فلوریدا
66. شهرستان والتون، فلوریدا
67. شهرستان واشینگتن، فلوریدا

## کانزاس
ایالت کانزاس، ۱۰۵ شهرستان را شامل می‌شود:.
1. شهرستان آلن، کانزاس
2. شهرستان اندرسون، کانزاس
3. شهرستان اچیسون، کانزاس
4. شهرستان باربر، کانزاس
5. شهرستان بارتون، کانزاس
6. شهرستان بوربن، کانزاس
7. شهرستان براون، کانزاس
8. شهرستان باتلر، کانزاس
9. شهرستان چیس، کانزاس
10. شهرستان چاتاکوآ، کانزاس
11. شهرستان چروکی، کانزاس
12. شهرستان شاین، کانزاس
13. شهرستان کلارک، کانزاس
14. شهرستان کلی، کانزاس
15. شهرستان کلاود، کانزاس
16. شهرستان کافی، کانزاس
17. شهرستان کومانچی، کانزاس
18. شهرستان کاولی، کانزاس
19. شهرستان کرافورد، کانزاس
20. شهرستان دکاتور، کانزاس
21. شهرستان دیکینسون، کانزاس
22. شهرستان دونیپهان، کانزاس
23. شهرستان داگلاس، کانزاس
24. شهرستان ادواردز، کانزاس
25. شهرستان الک، کانزاس
26. شهرستان الیس، کانزاس
27. شهرستان الزورت، کانزاس
28. شهرستان فینی، کانزاس
29. شهرستان فورد، کانزاس
30. شهرستان فرانکلین، کانزاس
31. شهرستان گاری، کانزاس
32. شهرستان گو، کانزاس
33. شهرستان گراهام، کانزاس
34. شهرستان گرنت، کانزاس
35. شهرستان گری، کانزاس
36. شهرستان گریلی، کانزاس
37. شهرستان گرینوود، کانزاس
38. شهرستان همیلتون، کانزاس
39. شهرستان هارپر، کانزاس
40. شهرستان هاروی، کانزاس
41. شهرستان هسکل، کانزاس
42. شهرستان هاجمن، کانزاس
43. شهرستان جکسون، کانزاس
44. شهرستان جفرسون، کانزاس
45. شهرستان جوئل، کانزاس
46. شهرستان جانسون، کانزاس
47. شهرستان کارنی، کانزاس
48. شهرستان کینگمن، کانزاس
49. شهرستان کیووا، کانزاس
50. شهرستان لابت، کانزاس
51. شهرستان لین، کانزاس
52. شهرستان لیون‌ورت، کانزاس
53. شهرستان لینکلن، کانزاس
54. Linn County, Kansas
55. شهرستان لوگان، کانزاس
56. شهرستان لیون، کانزاس
57. شهرستان مک‌فرسون، کانزاس
58. شهرستان ماریون، کانزاس
59. شهرستان مارشال، کانزاس
60. شهرستان مید، کانزاس
61. شهرستان میامی، کانزاس
62. شهرستان میچل، کانزاس
63. شهرستان مونتگومری، کانزاس
64. شهرستان موریس، کانزاس
65. شهرستان مورتون، کانزاس
66. شهرستان نماها، کانزاس
67. شهرستان نیوشو، کانزاس
68. شهرستان نس، کانزاس
69. شهرستان نورتون، کانزاس
70. شهرستان اوسیج، کانزاس
71. شهرستان آزبورن، کانزاس
72. شهرستان اتاوا، کانزاس
73. شهرستان پونی، کانزاس
74. شهرستان فیلیپس، کانزاس
75. شهرستان پوتاواتامی، کانزاس
76. شهرستان پرت، کانزاس
77. شهرستان راولینز، کانزاس
78. شهرستان رنو، کانزاس
79. شهرستان ریپابلیک، کانزاس
80. شهرستان رایس، کانزاس
81. شهرستان ریلی، کانزاس
82. شهرستان روکس، کانزاس
83. شهرستان راش، کانزاس
84. شهرستان راسل، کانزاس
85. شهرستان سالین، کانزاس
86. شهرستان اسکات، کانزاس
87. شهرستان سجویک، کانزاس
88. شهرستان سورد، کانزاس
89. شهرستان شاونی، کانزاس
90. شهرستان شریدن، کانزاس
91. شهرستان شرمن، کانزاس
92. شهرستان اسمیت، کانزاس
93. شهرستان استفورد، کانزاس
94. شهرستان استانتون، کانزاس
95. شهرستان استیونز، کانزاس
96. شهرستان سامنر، کانزاس
97. شهرستان توماس، کانزاس
98. شهرستان ترگو، کانزاس
99. شهرستان وبانسی، کانزاس
100. شهرستان والاس، کانزاس
101. شهرستان واشینگتن، کانزاس
102. شهرستان ویچیتا، کانزاس
103. شهرستان ویلسون، کانزاس
104. شهرستان وودسن، کانزاس
105. شهرستان وایندات، کانزاس

## کنتاکی
ایالت کنتاکی، ۱۲۰ شهرستان را شامل می‌شود:
1. شهرستان ادیر، کنتاکی
2. شهرستان آلن، کنتاکی
3. شهرستان اندرسون، کنتاکی
4. شهرستان بالارد، کنتاکی
5. شهرستان برن، کنتاکی
6. شهرستان بث، کنتاکی
7. شهرستان بل، کنتاکی
8. شهرستان بون، کنتاکی
9. شهرستان بوربن، کنتاکی
10. شهرستان بوید، کنتاکی
11. شهرستان بویل، کنتاکی
12. شهرستان براکن، کنتاکی
13. شهرستان بریثیت، کنتاکی
14. شهرستان برکینریج، کنتاکی
15. شهرستان بولت، کنتاکی
16. شهرستان باتلر، کنتاکی
17. شهرستان کالدول، کنتاکی
18. شهرستان کلووی، کنتاکی
19. شهرستان کمبل، کنتاکی
20. شهرستان کارلایل، کنتاکی
21. شهرستان کرول، کنتاکی
22. شهرستان کارتر، کنتاکی
23. شهرستان کیسی، کنتاکی
24. شهرستان کریستین، کنتاکی
25. شهرستان کلارک، کنتاکی
26. شهرستان کلی، کنتاکی
27. شهرستان کلینتون، کنتاکی
28. شهرستان کریتندن، کنتاکی
29. شهرستان کامبرلند، کنتاکی
30. شهرستان دیویس، کنتاکی
31. شهرستان ادمونسن، کنتاکی
32. شهرستان الیوت، کنتاکی
33. شهرستان استیل، کنتاکی
34. شهرستان فیت، کنتاکی
35. شهرستان فلمینگ، کنتاکی
36. شهرستان فلوید، کنتاکی
37. شهرستان فرانکلین، کنتاکی
38. شهرستان فولتن، کنتاکی
39. شهرستان گالتین، کنتاکی
40. شهرستان گررد، کنتاکی
41. شهرستان گرنت، کنتاکی
42. شهرستان گریوس، کنتاکی
43. شهرستان گریسون، کنتاکی
44. شهرستان گرین، کنتاکی
45. شهرستان گریناپ، کنتاکی
46. شهرستان هنکاک، کنتاکی
47. شهرستان هاردین، کنتاکی
48. شهرستان هارلن، کنتاکی
49. شهرستان هریسون، کنتاکی
50. شهرستان هارت، کنتاکی
51. شهرستان هندرسون، کنتاکی
52. شهرستان هنری، کنتاکی
53. شهرستان هیکمن، کنتاکی
54. شهرستان هاپکینز، کنتاکی
55. شهرستان جکسون، کنتاکی
56. شهرستان جفرسون، کنتاکی
57. شهرستان جسامین، کنتاکی
58. شهرستان جانسون، کنتاکی
59. شهرستان کنتون، کنتاکی
60. شهرستان نات، کنتاکی
61. شهرستان ناکس، کنتاکی
62. شهرستان لرو، کنتاکی
63. شهرستان لاورل، کنتاکی
64. شهرستان لارنس، کنتاکی
65. شهرستان لی، کنتاکی
66. شهرستان لسلی، کنتاکی
67. شهرستان لتچر، کنتاکی
68. شهرستان لویس، کنتاکی
69. شهرستان لینکلن، کنتاکی
70. شهرستان لیوینگستون، کنتاکی
71. شهرستان لوگان، کنتاکی
72. شهرستان لیون، کنتاکی
73. شهرستان مک‌کراکن، کنتاکی
74. شهرستان مک‌کرری، کنتاکی
75. شهرستان مک‌لین، کنتاکی
76. شهرستان مدیسون، کنتاکی
77. شهرستان مگافین، کنتاکی
78. شهرستان ماریون، کنتاکی
79. شهرستان مارشال، کنتاکی
80. شهرستان مارتین، کنتاکی
81. شهرستان ماسون، کنتاکی
82. شهرستان مید، کنتاکی
83. شهرستان منیفی، کنتاکی
84. شهرستان مرسر، کنتاکی
85. شهرستان متکالف، کنتاکی
86. شهرستان مونروو، کنتاکی
87. شهرستان مونتگومری، کنتاکی
88. شهرستان مورگان، کنتاکی
89. شهرستان مولنبرگ، کنتاکی
90. شهرستان نلسون، کنتاکی
91. شهرستان نیکولاس، کنتاکی
92. شهرستان اوهایو، کنتاکی
93. شهرستان اولدهام، کنتاکی
94. شهرستان اوون، کنتاکی
95. شهرستان آوسلی، کنتاکی
96. شهرستان پندلتن، کنتاکی
97. شهرستان پری، کنتاکی
98. شهرستان پایک، کنتاکی
99. شهرستان پاول، کنتاکی
100. شهرستان پلاسکی، کنتاکی
101. شهرستان رابرتسون، کنتاکی
102. شهرستان راک کاسل، کنتاکی
103. شهرستان روآن، کنتاکی
104. شهرستان راسل، کنتاکی
105. شهرستان اسکات، کنتاکی
106. شهرستان شلبی، کنتاکی
107. شهرستان سیمپسون، کنتاکی
108. شهرستان اسپنسر، کنتاکی
109. شهرستان تیلور، کنتاکی
110. شهرستان تاد، کنتاکی
111. شهرستان تریگ، کنتاکی
112. شهرستان تریمبل، کنتاکی
113. شهرستان یونیون، کنتاکی
114. شهرستان وارن، کنتاکی
115. شهرستان واشینگتن، کنتاکی
116. شهرستان وین، کنتاکی
117. شهرستان وبستر، کنتاکی
118. شهرستان ویتلی، کنتاکی
119. شهرستان وولف، کنتاکی
120. شهرستان وودفورد، کنتاکی

## کارولینای شمالی
ایالت کارولینای شمالی، 100 شهرستان را شامل می‌شود:
1. شهرستان المنس، کارولینای شمالی
2. شهرستان الکساندر، کارولینای شمالی
3. شهرستان الیگنی، کارولینای شمالی
4. شهرستان آنسن، کارولینای شمالی
5. شهرستان اش، کارولینای شمالی
6. شهرستان آوری، کارولینای شمالی
7. شهرستان بوفورت، کارولینای شمالی
8. شهرستان برتی، کارولینای شمالی
9. شهرستان بلیدن، کارولینای شمالی
10. شهرستان برانسویک، کارولینای شمالی
11. شهرستان بان‌کوم، کارولینای شمالی
12. شهرستان برک، کارولینای شمالی
13. Cabarrus County, North Carolina
14. شهرستان کالدول، کارولینای شمالی
15. شهرستان کمدن، کارولینای شمالی
16. شهرستان کارترت، کارولینای شمالی
17. شهرستان کسول، کارولینای شمالی
18. شهرستان کاتاوبا، کارولینای شمالی
19. شهرستان چتهم، کارولینای شمالی
20. شهرستان چروکی، کارولینای شمالی
21. Chowan County, North Carolina
22. شهرستان کلی، کارولینای شمالی
23. شهرستان کلیولند، کارولینای شمالی
24. شهرستان کلمبوس، کارولینای شمالی
25. شهرستان کریون، کارولینای شمالی
26. شهرستان کامبرلند، کارولینای شمالی
27. شهرستان کریتاک، کارولینای شمالی
28. شهرستان دیر، کارولینای شمالی
29. شهرستان دیویدسن، کارولینای شمالی
30. شهرستان دیوی، کارولینای شمالی
31. شهرستان داپلین، کارولینای شمالی
32. شهرستان دورهام، کارولینای شمالی
33. Edgecombe County, North Carolina
34. شهرستان فورسایت، کارولینای شمالی
35. شهرستان فرانکلین، کارولینای شمالی
36. شهرستان گاستون، کارولینای شمالی
37. شهرستان گیتس، کارولینای شمالی
38. شهرستان گراهام، کارولینای شمالی
39. شهرستان گرنویل، کارولینای شمالی
40. شهرستان گرین، کارولینای شمالی
41. شهرستان گیلفرد، کارولینای شمالی
42. شهرستان هالیفاکس، کارولینای شمالی
43. شهرستان هارنت، کارولینای شمالی
44. شهرستان هیوود، کارولینای شمالی
45. شهرستان هندرسون، کارولینای شمالی
46. شهرستان هرتفورد، کارولینای شمالی
47. شهرستان هوک، کارولینای شمالی
48. شهرستان هاید، کارولینای شمالی
49. شهرستان آیردل، کارولینای شمالی
50. شهرستان جکسون، کارولینای شمالی
51. شهرستان جانستون، کارولینای شمالی
52. شهرستان جونز، کارولینای شمالی
53. شهرستان لی، کارولینای شمالی
54. شهرستان لونوار، کارولینای شمالی
55. شهرستان لینکلن، کارولینای شمالی
56. شهرستان مک‌داول، کارولینای شمالی
57. شهرستان مکون، کارولینای شمالی
58. شهرستان مدیسون، کارولینای شمالی
59. شهرستان مارتین، کارولینای شمالی
60. شهرستان مکلنبرگ، کارولینای شمالی
61. شهرستان میچل، کارولینای شمالی
62. شهرستان مونتگومری، کارولینای شمالی
63. شهرستان مور، کارولینای شمالی
64. شهرستان نش، کارولینای شمالی
65. شهرستان نیو هانوفر، کارولینای شمالی
66. شهرستان نورث‌همپتون، کارولینای شمالی
67. شهرستان آنزلو، کارولینای شمالی
68. شهرستان اورنج، کارولینای شمالی
69. Pamlico County, North Carolina
70. شهرستان پسکوتنک، کارولینای شمالی
71. شهرستان پندر، کارولینای شمالی
72. Perquimans County, North Carolina
73. شهرستان پرسون، کارولینای شمالی
74. شهرستان پیت، کارولینای شمالی
75. Polk County, North Carolina
76. شهرستان رندالف، کارولینای شمالی
77. شهرستان ریچموند، کارولینای شمالی
78. Robeson County, North Carolina
79. شهرستان راکینگهام، کارولینای شمالی
80. شهرستان روآن، کارولینای شمالی
81. شهرستان رادرفورد، کارولینای شمالی
82. شهرستان سمپسون، کارولینای شمالی
83. شهرستان اسکاتلند، کارولینای شمالی
84. شهرستان استنلی، کارولینای شمالی
85. شهرستان استوکس، کارولینای شمالی
86. شهرستان سری، کارولینای شمالی
87. شهرستان سوین، کارولینای شمالی
88. شهرستان ترانسیلوانیا، کارولینای شمالی
89. شهرستان تایرل، کارولینای شمالی
90. شهرستان یونیون، کارولینای شمالی
91. شهرستان ونس، کارولینای شمالی
92. شهرستان ویک، کارولینای شمالی
93. شهرستان وارن، کارولینای شمالی
94. شهرستان واشینگتن، کارولینای شمالی
95. شهرستان واتاگا، کارولینای شمالی
96. شهرستان وین، کارولینای شمالی
97. شهرستان ویلکس، کارولینای شمالی
98. شهرستان ویلسون، کارولینای شمالی
99. شهرستان یادکین، کارولینای شمالی
100. شهرستان ینسی، کارولینای شمالی

## کارولینای جنوبی
ایالتکارولینای جنوبی، ۴۶ شهرستان را شامل می‌شود:
1. شهرستان ابویل، کارولینای جنوبی
2. شهرستان ایکن، کارولینای جنوبی
3. شهرستان آلندیل، کارولینای جنوبی
4. شهرستان اندرسون، کارولینای جنوبی
5. شهرستان بمبرگ، کارولینای جنوبی
6. شهرستان برنول، کارولینای جنوبی
7. شهرستان بوفورت، کارولینای جنوبی
8. شهرستان برکلی، کارولینای جنوبی
9. شهرستان کلهون، کارولینای جنوبی
10. شهرستان چارلستون، کارولینای جنوبی
11. شهرستان چروکی، کارولینای جنوبی
12. شهرستان چستر، کارولینای جنوبی
13. شهرستان چسترفیلد، کارولینای جنوبی
14. شهرستان کلارندون، کارولینای جنوبی
15. شهرستان کالتون، کارولینای جنوبی
16. شهرستان دارلینگتون، کارولینای جنوبی
17. شهرستان دیلون، کارولینای جنوبی
18. شهرستان دارچستر، کارولینای جنوبی
19. شهرستان اجفیلد، کارولینای جنوبی
20. شهرستان فیرفیلد، کارولینای جنوبی
21. شهرستان فلورانس، کارولینای جنوبی
22. شهرستان جورج‌تاون، کارولینای جنوبی
23. شهرستان گرینویل، کارولینای جنوبی
24. شهرستان گرینوود، کارولینای جنوبی
25. شهرستان همپتون، کارولینای جنوبی
26. شهرستان هاری، کارولینای جنوبی
27. شهرستان جاسپر، کارولینای جنوبی
28. شهرستان کرشاو، کارولینای جنوبی
29. شهرستان لنکستر، کارولینای جنوبی
30. شهرستان لارنس، کارولینای جنوبی
31. شهرستان لی، کارولینای جنوبی
32. شهرستان لکزینگتن، کارولینای جنوبی
33. شهرستان مک‌کارمیک، کارولینای جنوبی
34. شهرستان ماریون، کارولینای جنوبی
35. شهرستان مارلبورو، کارولینای جنوبی
36. شهرستان نیوبری، کارولینای جنوبی
37. شهرستان اوکونی، کارولینای جنوبی
38. شهرستان ارینجبرگ، کارولینای جنوبی
39. شهرستان پیکنز، کارولینای جنوبی
40. شهرستان ریچلند، کارولینای جنوبی
41. شهرستان سالودا، کارولینای جنوبی
42. شهرستان اسپارتانبرگ، کارولینای جنوبی
43. شهرستان سومتر، کارولینای جنوبی
44. شهرستان یونیون، کارولینای جنوبی
45. شهرستان ویلیامزبرگ، کارولینای جنوبی
46. شهرستان یورک، کارولینای جنوبی

## لوئیزیانا
ایالت لوئیزیانا، 64 پریش را شامل می‌شود:
1. پریش اکادیا، لوئیزیانا
2. پریش آلن، لوئیزیانا
3. پریش اسنشن، لوئیزیانا
4. پریش اسمپشن، لوئیزیانا
5. پریش آویلوس، لوئیزیانا
6. پریش بیرگارد، لوئیزیانا
7. پریش بینویل، لوئیزیانا
8. پریش باسیر، لوئیزیانا
9. پریش کادو، لوئیزیانا
10. پریش کلکیشو، لوئیزیانا
11. پریش کالدول، لوئیزیانا
12. پریش کمرون، لوئیزیانا
13. پریش کاتاهولا، لوئیزیانا
14. پریش کلیبورن، لوئیزیانا
15. پریش کنکوردیا، لوئیزیانا
16. پریش دسوتو، لوئیزیانا
17. پریش باتن روژ شرقی، لوئیزیانا
18. پریش کرول شرقی، لوئیزیانا
19. پریش فلیشیانا شرقی، لوئیزیانا
20. پریش اونجلین، لوئیزیانا
21. پریش فرانکلین، لوئیزیانا
22. پریش گرنت، لوئیزیانا
23. پریش ایبریا، لوئیزیانا
24. پریش ایبرویل، لوئیزیانا
25. پریش جکسون، لوئیزیانا
26. پریش جفرسون، لوئیزیانا
27. فرودگاه پریش جفرسون دیویس لویزینا
28. پریش لافایت، لوئیزیانا
29. پریش لافورش، لوئیزیانا
30. پریش لا سال، لوئیزیانا
31. پریش لینکلن، لوئیزیانا
32. پریش لیوینگستون، لوئیزیانا
33. پریش مدیسون، لوئیزیانا
34. پریش مورهاوس، لوئیزیانا
35. پریش ناچیتوکس، لوئیزیانا
36. نیواورلئان، لوئیزیانا
37. پریش اوکیتا، لوئیزیانا
38. پریش پلاکماینس، لوئیزیانا
39. پریش پوینت کوپه، لوئیزیانا
40. پریش رپیدز، لوئیزیانا
41. پریش رد ریور، لوئیزیانا
42. پریش ریچلند، لوئیزیانا
43. پریش سابینه، لوئیزیانا
44. پریش سنت برنارد، لوئیزیانا
45. پریش سنت چارلز، لوئیزیانا
46. پریش سنت هلنا، لوئیزیانا
47. پریش سنت جیمز، لوئیزیانا
48. پریش سنت جان باپتیست، لوئیزیانا
49. پریش سنت لندری، لوئیزیانا
50. پریش سنت. مارتین، لوئیزیانا
51. پریش سنت مری، لوئیزیانا
52. پریش سنت تامانی، لوئیزیانا
53. پریش تنگیپاهوا، لوئیزیانا
54. پریش تنسس، لوئیزیانا
55. پریش تربون، لوئیزیانا
56. پریش یونیون، لوئیزیانا
57. پریش ورمیلین، لوئیزیانا
58. پریش ورنان، لوئیزیانا
59. پریش واشینگتن، لوئیزیانا
60. پریش وبستر، لوئیزیانا
61. پریش باتون روژ غربی، لوئیزیانا
62. پریش کرول غربی، لوئیزیانا
63. West Feliciana Parish, Louisiana
64. پریش وین، لوئیزیانا

## مین
ایالت مین، 16 شهرستان را شامل می‌شود:
1. شهرستان آندروسکوجین، مین
2. شهرستان اروزتوک، مین
3. شهرستان کامبرلند، مین
4. شهرستان فرانکلین، مین
5. شهرستان هنکاک، مین
6. شهرستان کنبک، مین
7. شهرستان ناکس، مین
8. شهرستان لینکلن، مین
9. شهرستان آکسفورد، مین
10. شهرستان پنوب‌اسکات، مین
11. شهرستان پیسکاتاکیوس، مین
12. شهرستان ساگاداهاک، مین
13. شهرستان سامرست، مین
14. شهرستان والدو، مین
15. شهرستان واشینگتن، مین
16. شهرستان یورک، مین

## مریلند
ایالت مریلند، ۲۳ شهرستان و یک شهر مستقل را شامل می‌شود:
1. شهرستان الیگنی، مریلند
2. شهرستان آنا آروندل، مریلند
3. شهرستان بالتیمور، مریلند
4. شهرستان کلورت، مریلند
5. شهرستان کارولین، مریلند
6. شهرستان کرول، مریلند
7. شهرستان سیسیل، مریلند
8. شهرستان چارلز، مریلند
9. شهرستان دارچستر، مریلند
10. شهرستان فردریک، مریلند
11. شهرستان گرت، مریلند
12. شهرستان هارفورد، مریلند
13. شهرستان هاوارد، مریلند
14. شهرستان کنت، مریلند
15. شهرستان مونتگومری، مریلند
16. شهرستان پرنس جرج، مریلند
17. شهرستان کوئین‌آن، مریلند
18. شهرستان سنت ماری، مریلند
19. شهرستان سامرست، مریلند
20. شهرستان تالبوت، مریلند
21. شهرستان واشینگتن، مریلند
22. Wicomico County, Maryland
23. شهرستان ووستر، مریلند
24. بالتیمور

## ماساچوست
ایالت ماساچوست، ۱۴ شهرستان را شامل می‌شود:
1. شهرستان برنستبل، ماساچوست
2. شهرستان برکشر، ماساچوست
3. شهرستان بریستول، ماساچوست
4. شهرستان دوکس، ماساچوست
5. شهرستان اسکس، ماساچوست
6. شهرستان فرانکلین، ماساچوست
7. شهرستان همپدن، ماساچوست
8. شهرستان همپشر، ماساچوست
9. شهرستان میدلسکس، ماساچوست
10. نانتاکت
11. شهرستان نورفک، ماساچوست
12. شهرستان پلیموث، ماساچوست
13. شهرستان سافک، ماساچوست
14. شهرستان ووستر، ماساچوست

## میشیگان
ایالت میشیگان، ۸۳ شهرستان را شامل می‌شود:
1. شهرستان آلکونا، میشیگان
2. شهرستان آلگر، میشیگان
3. شهرستان آلگان، میشیگان
4. شهرستان آلپنا، میشیگان
5. شهرستان انتریم، میشیگان
6. شهرستان ارناک، میشیگان
7. شهرستان براگا، میشیگان
8. شهرستان بری، میشیگان
9. شهرستان بی، میشیگان
10. Benzie County, Michigan
11. شهرستان برین، میشیگان
12. شهرستان برنچ، میشیگان
13. شهرستان کالهاون، میشیگان
14. شهرستان کاس، میشیگان
15. شهرستان شارلووی، میشیگان
16. شهرستان چبویگان، میشیگان
17. شهرستان چیپوا، میشیگان
18. شهرستان کلیر، میشیگان
19. شهرستان کلینتون، میشیگان
20. شهرستان کرافورد، میشیگان
21. شهرستان دلتا، میشیگان
22. شهرستان دیکینسون، میشیگان
23. شهرستان ایتون، میشیگان
24. شهرستان امت، میشیگان
25. شهرستان جنسی، میشیگان
26. شهرستان گلدوین، میشیگان
27. شهرستان گوگبیک، میشیگان
28. شهرستان گراند تراوس، میشیگان
29. شهرستان گراتیت، میشیگان
30. شهرستان هیلزدیل، میشیگان
31. Houghton County, Michigan
32. شهرستان هیورن، میشیگان
33. شهرستان اینگام، میشیگان
34. شهرستان آیونیا، میشیگان
35. شهرستان ایوسکو، میشیگان
36. شهرستان آیرون، میشیگان
37. شهرستان ایزابلا، میشیگان
38. شهرستان جکسون، میشیگان
39. شهرستان کالامازو، میشیگان
40. شهرستان کالکاسکا، میشیگان
41. شهرستان کنت، میشیگان
42. Keweenaw County, Michigan
43. شهرستان لیک، میشیگان
44. شهرستان لپیر، میشیگان
45. Leelanau County, Michigan
46. شهرستان لناوی، میشیگان
47. شهرستان لیوینگستون، میشیگان
48. شهرستان لوس، میشیگان
49. شهرستان مکیناک، میشیگان
50. شهرستان مکمب، میشیگان
51. شهرستان منیستی، میشیگان
52. شهرستان مارکت، میشیگان
53. شهرستان ماسون، میشیگان
54. شهرستان میکوستا، میشیگان
55. شهرستان منومینه، میشیگان
56. شهرستان دانیلز، میشیگان
57. Missaukee County, Michigan
58. شهرستان مونرو، میشیگان
59. شهرستان مونتکالم، میشیگان
60. شهرستان مونمورانسی، میشیگان
61. شهرستان موسکگون، میشیگان
62. شهرستان نیویگو، میشیگان
63. شهرستان اوکلاند، میشیگان
64. شهرستان اوشنا، میشیگان
65. Ogemaw County, Michigan
66. شهرستان انتوناگون، میشیگان
67. شهرستان اوسکئولا، میشیگان
68. Oscoda County, Michigan
69. شهرستان آتسگو، میشیگان
70. شهرستان اتاوا، میشیگان
71. Presque Isle County, Michigan
72. شهرستان راسکومون، میشیگان
73. شهرستان سگینا، میشیگان
74. شهرستان سنت کلیر، میشیگان
75. شهرستان سنت ژوزف، میشیگان
76. Sanilac County, Michigan
77. Schoolcraft County, Michigan
78. شهرستان شیاواسه، میشیگان
79. شهرستان تاسکولا، میشیگان
80. شهرستان ون بیورن، میشیگان
81. Washtenaw County, Michigan
82. شهرستان وین، میشیگان
83. شهرستان وکسفورد، میشیگان

## مینه‌سوتا
ایالت مینه‌سوتا، ۸۷ شهرستان را شامل می‌شود:
1. شهرستان ایتکین، مینه‌سوتا
2. شهرستان آنوکا، مینه‌سوتا
3. شهرستان بکر، مینه‌سوتا
4. شهرستان بلترامی، مینه‌سوتا
5. شهرستان بنتون، مینه‌سوتا
6. شهرستان بیگ استون، مینه‌سوتا
7. شهرستان بلو ارث، مینه‌سوتا
8. شهرستان براون، مینه‌سوتا
9. شهرستان کارلتون، مینه‌سوتا
10. شهرستان کارور، مینه‌سوتا
11. شهرستان کاس، مینه‌سوتا
12. شهرستان چیپوا، مینه‌سوتا
13. شهرستان چیساکو، مینه‌سوتا
14. شهرستان کلی، مینه‌سوتا
15. شهرستان کلیرواتر، مینه‌سوتا
16. شهرستان کوک، مینه‌سوتا
17. شهرستان کاتنوود، مینه‌سوتا
18. شهرستان کرو وینگ، مینه‌سوتا
19. شهرستان داکوتا، مینه‌سوتا
20. شهرستان دوج، مینه‌سوتا
21. شهرستان داگلاس، مینه‌سوتا
22. شهرستان فریبلت، مینه‌سوتا
23. شهرستان فیلمور، مینه‌سوتا
24. شهرستان فری‌بورن، مینه‌سوتا
25. شهرستان گودهیو، مینه‌سوتا
26. شهرستان گرنت، مینه‌سوتا
27. شهرستان هنپین، مینه‌سوتا
28. شهرستان هیوستون، مینه‌سوتا
29. شهرستان هابرد، مینه‌سوتا
30. شهرستان ایسانتی، مینه‌سوتا
31. شهرستان ایتاسکا، مینه‌سوتا
32. شهرستان جکسون، مینه‌سوتا
33. Kanabec County, Minnesota
34. شهرستان کندیوهای، مینه‌سوتا
35. شهرستان کیتسان، مینه‌سوتا
36. Koochiching County, Minnesota
37. Lac qui Parle County, Minnesota
38. شهرستان لیک، مینه‌سوتا
39. شهرستان لیک وودز، مینه‌سوتا
40. شهرستان لو سوئور، مینه‌سوتا
41. شهرستان لینکلن، مینه‌سوتا
42. شهرستان لیون، مینه‌سوتا
43. شهرستان مک‌لئود، مینه‌سوتا
44. شهرستان مانومن، مینه‌سوتا
45. شهرستان مارشال، مینه‌سوتا
46. شهرستان مارتین، مینه‌سوتا
47. شهرستان میکر، مینه‌سوتا
48. Mille Lacs County, Minnesota
49. شهرستان موریسون، مینه‌سوتا
50. شهرستان مور، مینه‌سوتا
51. شهرستان مورای، مینه‌سوتا
52. شهرستان نیکلت، مینه‌سوتا
53. شهرستان نوبلز، مینه‌سوتا
54. شهرستان نورمن، مینه‌سوتا
55. شهرستان اولمستد، مینه‌سوتا
56. شهرستان اوتر تیل، مینه‌سوتا
57. شهرستان پنینگتن، مینه‌سوتا
58. شهرستان پین، مینه‌سوتا
59. شهرستان پایپستون، مینه‌سوتا
60. شهرستان پولک، مینه‌سوتا
61. شهرستان پوپ، مینه‌سوتا
62. شهرستان رامسی، مینه‌سوتا
63. شهرستان رد لیک، مینه‌سوتا
64. شهرستان ردوود، مینه‌سوتا
65. شهرستان رنویل، مینه‌سوتا
66. شهرستان رایس، مینه‌سوتا
67. شهرستان راک، مینه‌سوتا
68. شهرستان روسو، مینه‌سوتا
69. شهرستان سنت لوئیس، مینه‌سوتا
70. شهرستان اسکات، مینه‌سوتا
71. شهرستان شربرن، مینه‌سوتا
72. شهرستان سیبلی، مینه‌سوتا
73. شهرستان استیرنز، مینه‌سوتا
74. شهرستان استیل، مینه‌سوتا
75. شهرستان استیونز، مینه‌سوتا
76. شهرستان سوئیفت، مینه‌سوتا
77. شهرستان تاد، مینه‌سوتا
78. شهرستان تراوس، مینه‌سوتا
79. Wabasha County, Minnesota
80. شهرستان وادنا، مینه‌سوتا
81. شهرستان وسکا، مینه‌سوتا
82. شهرستان واشینگتن، مینه‌سوتا
83. شهرستان واتونون، مینه‌سوتا
84. شهرستان ویلکین، مینه‌سوتا
85. شهرستان وینونا، مینه‌سوتا
86. شهرستان رایت، مینه‌سوتا
87. شهرستان یلو مدیسن، مینه‌سوتا

## میسیسیپی
ایالت میسیسیپی، ۸۲ شهرستان را شامل می‌شود.
1. شهرستان آدامز، میسیسیپی
2. شهرستان آلکورن، میسیسیپی
3. شهرستان امیت، میسیسیپی
4. شهرستان اتلا، میسیسیپی
5. شهرستان بنتون، میسیسیپی
6. شهرستان بولیوار، میسیسیپی
7. شهرستان کالهون، میسیسیپی
8. شهرستان کارول، میسیسیپی
9. شهرستان چیکاسو، میسیسیپی
10. شهرستان چاکتاو، میسیسیپی
11. شهرستان کلیبورن، میسیسیپی
12. شهرستان کلارک، میسیسیپی
13. شهرستان کلی، میسیسیپی
14. شهرستان کواهوما، میسیسیپی
15. Copiah County, Mississippi
16. شهرستان کاوینگتون، میسیسیپی
17. شهرستان دسوتو، میسیسیپی
18. شهرستان فارست، میسیسیپی
19. شهرستان فرانکلین، میسیسیپی
20. شهرستان جورج، میسیسیپی
21. شهرستان گرین، ایالت میسیسیپی
22. شهرستان گرانادا، میسیسیپی
23. شهرستان هنکاک، میسیسیپی
24. شهرستان هریسون، میسیسیپی
25. شهرستان هیندز، میسیسیپی
26. شهرستان هولمز، میسیسیپی
27. شهرستان هامفریز، میسیسیپی
28. Issaquena County, Mississippi
29. Itawamba County, Mississippi
30. شهرستان جکسون، میسیسیپی
31. شهرستان جاسپر، میسیسیپی
32. شهرستان جفرسون، میسیسیپی
33. شهرستان جفرسون دیویس، میسیسیپی
34. شهرستان جونز، میسیسیپی
35. شهرستان کمپر، میسیسیپی
36. شهرستان لافایت، میسیسیپی
37. شهرستان لامار، میسیسیپی
38. شهرستان لاودردیل، میسیسیپی
39. شهرستان لارنس، میسیسیپی
40. شهرستان لیک، میسیسیپی
41. شهرستان لی، میسیسیپی
42. Leflore County, Mississippi
43. شهرستان لینکلن، میسیسیپی
44. شهرستان لاندس، میسیسیپی
45. شهرستان مدیسون، میسیسیپی
46. شهرستان ماریون، میسیسیپی
47. شهرستان مارشال، میسیسیپی
48. شهرستان مونرو، میسیسیپی
49. شهرستان مونتگومری، میسیسیپی
50. شهرستان نشوبا، میسیسیپی
51. شهرستان نیوتون، میسیسیپی
52. شهرستان ناکسوبی، میسیسیپی
53. Oktibbeha County, Mississippi
54. شهرستان پانولا، میسیسیپی
55. شهرستان پرل ریور، میسیسیپی
56. شهرستان پری، میسیسیپی
57. شهرستان پایک، میسیسیپی
58. شهرستان پانتوتوک، میسیسیپی
59. شهرستان پرنتیس، میسیسیپی
60. شهرستان کوئیتمن، میسیسیپی
61. شهرستان رنکین، میسیسیپی
62. شهرستان اسکات، میسیسیپی
63. شهرستان شارکی، میسیسیپی
64. شهرستان سیمپسون، میسیسیپی
65. شهرستان اسمیت، میسیسیپی
66. شهرستان استون، میسیسیپی
67. شهرستان سانفلاور، میسیسیپی
68. شهرستان تالاهاتچی، میسیسیپی
69. شهرستان تیت، میسیسیپی
70. شهرستان تیپا، میسیسیپی
71. شهرستان تیشومینگو، میسیسیپی
72. شهرستان تونیکا، میسیسیپی
73. شهرستان یونیون، میسیسیپی
74. شهرستان والت‌هال، میسیسیپی
75. شهرستان وارن، میسیسیپی
76. شهرستان واشینگتن، میسیسیپی
77. شهرستان وین، میسیسیپی
78. شهرستان وبستر، میسیسیپی
79. شهرستان ویلکینسون، میسیسیپی
80. شهرستان وینستون، میسیسیپی
81. شهرستان یالوبوشا، میسیسیپی
82. شهرستان یازو، میسیسیپی

## میزوری
ایالت State of Missouri, ۱۱۴ شهرستان و یک شهر مستقل را شامل می‌شود.
1. شهرستان ادیر، میزوری
2. شهرستان اندرو، میزوری
3. شهرستان اچیسون، میزوری
4. شهرستان ادرین، میزوری
5. شهرستان بری، میزوری
6. شهرستان بارتون، میزوری
7. شهرستان بیتس، میزوری
8. شهرستان بنتون، میزوری
9. شهرستان بالینگر، میزوری
10. شهرستان بونی، میزوری
11. شهرستان بیوکانان، میزوری
12. شهرستان باتلر، میزوری
13. شهرستان کالدول، میزوری
14. شهرستان کالاوی، میزوری
15. شهرستان کمدن، میزوری
16. شهرستان کاپ گیرارداو، میزوری
17. شهرستان کرول، میزوری
18. شهرستان کارتر، میزوری
19. شهرستان کاس، میزوری
20. شهرستان سدار، میزوری
21. شهرستان چاریتون، میزوری
22. شهرستان کریستین، میزوری
23. شهرستان کلارک، میزوری
24. شهرستان کلی، میزوری
25. شهرستان کلینتون، میزوری
26. شهرستان کول، میزوری
27. شهرستان کوپر، میزوری
28. شهرستان کرافورد، میزوری
29. Dade County, Missouri
30. شهرستان دالاس، میزوری
31. شهرستان دیویس، میزوری
32. شهرستان دیکلب، میزوری
33. شهرستان دنت، میزوری
34. شهرستان داگلاس، میزوری
35. Dunklin County, Missouri
36. شهرستان فرانکلین، میزوری
37. شهرستان گاسکوناد، میزوری
38. شهرستان جنتری، میزوری
39. شهرستان گرین، میزوری
40. شهرستان گراندی، میزوری
41. شهرستان هریسون، میزوری
42. شهرستان هنری، میزوری
43. شهرستان هیکوری، میزوری
44. شهرستان هالت، میزوری
45. شهرستان هوارد، میزوری
46. شهرستان هوول، میزوری
47. شهرستان آیرون، میزوری
48. شهرستان جکسون، میزوری
49. شهرستان جاسپر، میزوری
50. شهرستان جفرسون، میزوری
51. شهرستان جانسون، میزوری
52. شهرستان ناکس، میزوری
53. Laclede County, Missouri
54. شهرستان لافایت، میزوری
55. شهرستان لارنس، میزوری
56. شهرستان لویس، میزوری
57. شهرستان لینکلن، میزوری
58. شهرستان لین، میزوری
59. شهرستان لیوینگستون، میزوری
60. شهرستان مک‌دونالد، میزوری
61. شهرستان مکون، میزوری
62. شهرستان مدیسون، میزوری
63. شهرستان ماریز، میزوری
64. شهرستان ماریون، میزوری
65. شهرستان مرسر، میزوری
66. شهرستان میلر، میزوری
67. شهرستان میسیسیپی، میزوری
68. Moniteau County, Missouri
69. شهرستان مونرو، میزوری
70. شهرستان مونتگومری، میزوری
71. شهرستان مورگان، میزوری
72. شهرستان نیو مادرید، میزوری
73. شهرستان نیوتون، میزوری
74. شهرستان نوداوای، میزوری
75. شهرستان اورگن، میزوری
76. شهرستان اوسیج، میزوری
77. شهرستان اوزارک، میزوری
78. شهرستان پمیسکات، میزوری
79. شهرستان پری، میزوری
80. شهرستان پتیس، میزوری
81. شهرستان فلپس، میزوری
82. شهرستان پایک، میزوری
83. شهرستان پلت، میزوری
84. شهرستان پالک، میزوری
85. شهرستان پلاسکی، میزوری
86. شهرستان پاتنم، میزوری
87. شهرستان رالز، میزوری
88. شهرستان رندولف، میزوری
89. شهرستان ری، میزوری
90. شهرستان رینولدز، میزوری
91. شهرستان ریپلی، میزوری
92. شهرستان سنت چارلز، میزوری
93. شهرستان سنت کلیر، میزوری
94. شهرستان استی جنویو، میزوری
95. شهرستان سنت فرانسوا، میزوری
96. شهرستان سنت لوئیس، میزوری
97. شهرستان سالین، میزوری
98. شهرستان شویلر، میزوری
99. شهرستان اسکاتلند، میزوری
100. شهرستان اسکات، میزوری
101. شهرستان شنون، میزوری
102. شهرستان شل‌بای، میزوری
103. شهرستان استادار، میزوری
104. شهرستان استون، میزوری
105. شهرستان سولیوان، میزوری
106. شهرستان تانی، میزوری
107. شهرستان تگزاس، میزوری
108. شهرستان ورنن، میزوری
109. شهرستان وارن، میزوری
110. شهرستان واشینگتن، میزوری
111. شهرستان وین، میزوری
112. شهرستان وبستر، میزوری
113. شهرستان ورت، میزوری
114. شهرستان رایت، میزوری
115. سنت لوئیس، میزوری

## مونتانا
ایالت مونتانا، ۵۶ شهرستان را شامل می‌شود:
1. Beaverhead County, Montana
2. شهرستان بیگ هورن، مونتانا
3. شهرستان بلین، مونتانا
4. شهرستان برودواتر، مونتانا
5. شهرستان کربن، مونتانا
6. شهرستان کارتر، مونتانا
7. شهرستان کاسکید، مونتانا
8. شهرستان چووتاو، مونتانا
9. شهرستان کاستر، مونتانا
10. شهرستان دنیلز، مونتانا
11. شهرستان داوسن، مونتانا
12. شهرستان دیر لودج، مونتانا
13. شهرستان فالون، مونتانا
14. شهرستان فرگس، مونتانا
15. شهرستان فلت‌هد، مونتانا
16. شهرستان گالاتین، مونتانا
17. شهرستان گارفیلد، ایالت مونتانا
18. شهرستان گلاسیر، مونتانا
19. شهرستان گلدن ولی، مونتانا
20. شهرستان گرنیت، مونتانا
21. شهرستان هیل، مونتانا
22. شهرستان جفرسون، ایالت مونتانا
23. شهرستان جودیت بیسین، مونتانا
24. شهرستان لیک، مونتانا
25. شهرستان لویس و کلارک، مونتانا
26. شهرستان لیبرتی، مونتانا
27. شهرستان لینکلن، مونتانا
28. McCone County, Montana
29. شهرستان مدیسون، ایالت مونتانا
30. شهرستان مائگر، مونتانا
31. شهرستان مینرال، مونتانا
32. شهرستان میزولا، مونتانا
33. شهرستان موسلشل، مونتانا
34. شهرستان پارک، مونتانا
35. شهرستان پترولیوم، مونتانا
36. شهرستان فیلیپس، مونتانا
37. شهرستان پاندرا، مونتانا
38. شهرستان پودر ریور، مونتانا
39. شهرستان پاول، مونتانا
40. شهرستان پریری، مونتانا
41. شهرستان راوالی، مونتانا
42. شهرستان ریچلند، مونتانا
43. شهرستان روزولت، مونتانا
44. شهرستان رووزباد، مونتانا
45. شهرستان ساندرز، مونتانا
46. شهرستان شریدن، مونتانا
47. شهرستان سیلور بو، مونتانا
48. شهرستان استیلواتر، مونتانا
49. شهرستان اسویت گرس، مونتانا
50. شهرستان تتون، مونتانا
51. شهرستان تول، مونتانا
52. شهرستان تریسر، مونتانا
53. شهرستان ولی، مونتانا
54. شهرستان ویتلند، مونتانا
55. شهرستان ویباوکس، مونتانا
56. شهرستان یلوواستون، مونتانا

## نبراسکا
ایالت نبراسکا، ۹۳ شهرستان را شامل می‌شود:
1. شهرستان آدامز، نبراسکا
2. شهرستان آنتلوپ، نبراسکا
3. شهرستان آرتور، نبراسکا
4. شهرستان بنر، نبراسکا
5. شهرستان بلین، نبراسکا
6. شهرستان بون، نبراسکا
7. شهرستان باکس بیوت، نبراسکا
8. شهرستان بوید، نبراسکا
9. شهرستان براون، نبراسکا
10. شهرستان بوفالو، نبراسکا
11. شهرستان برت، نبراسکا
12. شهرستان باتلر، نبراسکا
13. شهرستان کس، نبراسکا
14. شهرستان سدار، نبراسکا
15. شهرستان چیس، نبراسکا
16. شهرستان چری، نبراسکا
17. شهرستان شاین، نبراسکا
18. شهرستان کلی، نبراسکا
19. شهرستان کالفکس، نبراسکا
20. Cuming County, Nebraska
21. شهرستان کاستر، نبراسکا
22. شهرستان داکوتا، نبراسکا
23. شهرستان داوز، نبراسکا
24. شهرستان داوسن، نبراسکا
25. شهرستان دویل، نبراسکا
26. شهرستان دیکسون، نبراسکا
27. شهرستان دوج، نبراسکا
28. شهرستان داگلاس، نبراسکا
29. Dundy County, Nebraska
30. شهرستان فیلمور، نبراسکا
31. شهرستان فرانکلین، نبراسکا
32. شهرستان فرانتیر، نبراسکا
33. Furnas County, Nebraska
34. Gage County, Nebraska
35. شهرستان گاردن، نبراسکا
36. شهرستان گارفیلد، نبراسکا
37. شهرستان گاسپر، نبراسکا
38. شهرستان گرنت، نبراسکا
39. شهرستان گریلی، نبراسکا
40. شهرستان هال، نبراسکا
41. شهرستان همیلتون، نبراسکا
42. شهرستان هارلن، نبراسکا
43. شهرستان هیز، نبراسکا
44. شهرستان هیچکاک، نبراسکا
45. شهرستان هالت، نبراسکا
46. شهرستان هوکر، نبراسکا
47. شهرستان هاوارد، نبراسکا
48. شهرستان جفرسن، نبراسکا
49. شهرستان جانسون، نبراسکا
50. شهرستان کارنی، نبراسکا
51. شهرستان کیت، نبراسکا
52. Keya Paha County, Nebraska
53. شهرستان کیمبل، نبراسکا
54. شهرستان ناکس، نبراسکا
55. شهرستان لنکستر، نبراسکا
56. شهرستان لینکلن، نبراسکا
57. شهرستان لوگان، نبراسکا
58. شهرستان لوپ، نبراسکا
59. شهرستان مک‌فرسون، نبراسکا
60. شهرستان مدیسون، نبراسکا
61. شهرستان مریک، نبراسکا
62. شهرستان موریل، نبراسکا
63. شهرستان نانسی، نبراسکا
64. شهرستان نماها، نبراسکا
65. Nuckolls County, Nebraska
66. Otoe County, Nebraska
67. شهرستان پونی، نبراسکا
68. شهرستان پرکینس، نبراسکا
69. شهرستان فلپس، نبراسکا
70. شهرستان پیرس، نبراسکا
71. شهرستان پلت، نبراسکا
72. شهرستان پولک، نبراسکا
73. شهرستان رد ویلو، نبراسکا
74. شهرستان ریچاردسون، نبراسکا
75. شهرستان راک، نبراسکا
76. شهرستان سالین، نبراسکا
77. شهرستان سرپی، نبراسکا
78. Saunders County, Nebraska
79. شهرستان اسکاتس بلوف، نبراسکا
80. شهرستان سورد، نبراسکا
81. شهرستان شریدن، نبراسکا
82. شهرستان شرمن، نبراسکا
83. شهرستان سو، نبراسکا
84. شهرستان استانتون، نبراسکا
85. شهرستان تیر، نبراسکا
86. شهرستان توماس، نبراسکا
87. شهرستان ترستن، نبراسکا
88. شهرستان ولی، نبراسکا
89. شهرستان واشینگتن، نبراسکا
90. شهرستان وین، نبراسکا
91. شهرستان وبستر، نبراسکا
92. شهرستان ویلر، نبراسکا
93. شهرستان یورک، نبراسکا

## نوادا
ایالت نوادا، ۱۶ شهرستان و یک شهر مستقل را شامل می‌شود:
1. شهرستان چرچیل، نوادا
2. شهرستان کلارک، نوادا
3. شهرستان داگلاس، نوادا
4. شهرستان ایلکو، نوادا
5. شهرستان اسمرالدا، نوادا
6. شهرستان یورکا، نوادا
7. شهرستان هامبولت، نوادا
8. شهرستان لندر، نوادا
9. شهرستان لینکلن، نوادا
10. شهرستان لایون، نوادا
11. شهرستان مینرال، نوادا
12. شهرستان نای، نوادا
13. شهرستان پرشینگ، نوادا
14. شهرستان استوری، نوادا
15. شهرستان واشو، نوادا
16. شهرستان وایت‌پاین، نوادا
17. کارسون‌سیتی

## نیوهمپشایر
ایالت نیوهمپشایر، ۱۰ شهرستان را شامل می‌شود:
1. شهرستان بلنپ، نیوهمپشایر
2. شهرستان کارول، نیوهمپشایر
3. شهرستان چشایر، نیوهمپشایر
4. شهرستان کوآس، نیوهمپشایر
5. شهرستان گرافتن، نیوهمپشایر
6. شهرستان هیلزبرو، نیوهمپشایر
7. شهرستان مریمک، نیوهمپشایر
8. شهرستان راکینگهام، نیوهمپشایر
9. شهرستان استرافورد، نیوهمپشایر
10. شهرستان سولیوان، نیوهمپشایر

## نیوجرسی
ایالت نیوجرسی، ۲۱ شهرستان را شامل می‌شود:
1. شهرستان آتلانتیک، نیوجرسی
2. شهرستان برگن، نیوجرسی
3. شهرستان برلینگتون، نیوجرسی
4. شهرستان کمدن، نیوجرسی
5. شهرستان کیپ می، نیوجرسی
6. شهرستان کامبرلند، نیوجرسی
7. شهرستان اسکس، نیوجرسی
8. شهرستان گلاستر، نیوجرسی
9. شهرستان هادسون، نیوجرسی
10. شهرستان هانتردون، نیوجرسی
11. شهرستان مرسر، نیوجرسی
12. شهرستان میدلسکس، نیوجرسی
13. شهرستان مونمووث، نیوجرسی
14. شهرستان موریس، نیوجرسی
15. شهرستان اوشن، نیوجرسی
16. شهرستان پاسائیک، نیوجرسی
17. شهرستان سیلم، نیوجرسی
18. شهرستان سامرست، نیوجرسی
19. شهرستان ساسکس، نیوجرسی
20. شهرستان یونیون، نیوجرسی
21. شهرستان وارن، نیوجرسی

## نیومکزیکو
ایالت نیومکزیکو، ۳۳ شهرستان را شامل می‌شود:
1. شهرستان برنالیو، نیومکزیکو
2. شهرستان کترون، نیومکزیکو
3. شهرستان چاوز، نیومکزیکو
4. شهرستان سیبولا، نیومکزیکو
5. شهرستان کالفکس، نیومکزیکو
6. شهرستان کری، نیومکزیکو
7. شهرستان دباکا، نیومکزیکو
8. شهرستان دونیا آنا، نیومکزیکو
9. شهرستان ادی، نیومکزیکو
10. شهرستان گرنت، نیومکزیکو
11. شهرستان گوادلوپ، نیومکزیکو
12. شهرستان هاردینگ، نیومکزیکو
13. شهرستان هیدالگو، نیومکزیکو
14. شهرستان لی، نیومکزیکو
15. شهرستان لینکلن، نیومکزیکو
16. Municipality and County of Los Alamos, New Mexico
17. شهرستان لونا، نیومکزیکو
18. شهرستان مک‌کینلی
19. شهرستان مورا، نیومکزیکو
20. شهرستان آترو، نیومکزیکو
21. شهرستان کوئی، نیومکزیکو
22. شهرستان ریو آریبا، نیومکزیکو
23. شهرستان روزولت، نیومکزیکو
24. شهرستان سندووال، نیومکزیکو
25. شهرستان سن خوآن، نیومکزیکو
26. شهرستان سن میگل، نیومکزیکو
27. شهرستان سنتافه، نیومکزیکو
28. شهرستان سیرا، نیومکزیکو
29. شهرستان ساکورو، نیومکزیکو
30. شهرستان تائوس، نیومکزیکو
31. شهرستان تارنس، نیومکزیکو
32. شهرستان یونیون، نیومکزیکو
33. شهرستان ولنسیا، نیومکزیکو

## نیویورک
ایالت نیویورک، ۶۲ شهرستان را شامل می‌شود.
1. شهرستان آلبانی، نیویورک
2. شهرستان الیگنی، نیویورک
3. برانکس
4. شهرستان بروم، نیویورک
5. شهرستان کاتاراگوس، نیویورک
6. شهرستان کایوگا، نیویورک
7. شهرستان چاتاکوآ، نیویورک
8. شهرستان چیمانگ، نیویورک
9. شهرستان چینانگو، نیویورک
10. شهرستان کلینتون، نیویورک
11. شهرستان کلمبیا، نیویورک
12. شهرستان کورتلند، نیویورک
13. شهرستان دلاویر، نیویورک
14. شهرستان داچس، نیویورک
15. شهرستان ایری، نیویورک
16. شهرستان اسکس، نیویورک
17. شهرستان فرانکلین، نیویورک
18. شهرستان فولتن، نیویورک
19. شهرستان جنسی، نیویورک
20. شهرستان گرین، نیویورک
21. شهرستان همیلتون، نیویورک
22. شهرستان هرکیمر، نیویورک
23. شهرستان جفرسون، نیویورک
24. بروکلین
25. شهرستان لویس، نیویورک
26. شهرستان لیوینگستون، نیویورک
27. شهرستان مدیسون، نیویورک
28. شهرستان مونرو، نیویورک
29. شهرستان مونتگومری، نیویورک
30. شهرستان ناساو، نیویورک
31. منهتن
32. شهرستان نیاگارا، نیویورک
33. شهرستان اونیدا، نیویورک
34. شهرستان اونانداگا، نیویورک
35. شهرستان اونتاریو، نیویورک
36. شهرستان اورنج، نیویورک
37. شهرستان اورلئان، نیویورک
38. شهرستان آزویگو، نیویورک
39. شهرستان آتسگو، نیویورک
40. شهرستان پوتنام، نیویورک
41. کویینز
42. شهرستان رنسلیر، نیویورک
43. استیتن آیلند
44. شهرستان راکلند، نیویورک
45. شهرستان سنت لارنس، نیویورک
46. شهرستان ساراتوگا، نیویورک
47. شهرستان اسکنکتدی، نیویورک
48. Schoharie County, New York
49. شهرستان اسکایلر، نیویورک
50. شهرستان سنکا، نیویورک
51. شهرستان استوبین، نیویورک
52. شهرستان سافک، نیویورک
53. شهرستان سولیوان، نیویورک
54. شهرستان تیوگا، نیویورک
55. شهرستان تامپکینز، نیویورک
56. شهرستان اولستر، نیویورک
57. شهرستان وارن، نیویورک
58. شهرستان واشینگتن، نیویورک
59. شهرستان وین، نیویورک
60. شهرستان وستچستر، نیویورک
61. شهرستان وایومینگ، نیویورک
62. شهرستان ییتس، نیویورک

## ورمانت
ایالت ورمانت، ۱۴ شهرستان را شامل می‌شود:
1. شهرستان آدیسون، ورمانت
2. شهرستان بنینگتن، ورمانت
3. شهرستان کلدونیا، ورمانت
4. شهرستان چیتندن، ورمانت
5. شهرستان اسکس، ورمانت
6. شهرستان فرانکلین، ورمانت
7. شهرستان گرند آیل، ورمانت
8. شهرستان لامویلی، ورمانت
9. شهرستان اورنج، ورمانت
10. شهرستان اورلئان، ورمانت
11. شهرستان روتلند، ورمانت
12. شهرستان واشینگتن، ورمانت
13. شهرستان ویندهام، ورمانت
14. شهرستان وینزر، ورمانت

## واشینگتن
ایالت واشینگتن، ۳۹ شهرستان را شامل می‌شود:
1. شهرستان آدامز، واشینگتن
2. شهرستان اسوتین، واشینگتن
3. شهرستان بنتون، واشینگتن
4. شهرستان چیلان، واشینگتن
5. شهرستان کلالام، واشینگتن
6. شهرستان کلارک، واشینگتن
7. شهرستان کلمبیا، واشینگتن
8. شهرستان کائولیتز، واشینگتن
9. شهرستان داگلاس، واشینگتن
10. شهرستان فری، واشینگتن
11. شهرستان فرانکلین، واشینگتن
12. شهرستان گارفیلد، واشینگتن
13. شهرستان گرنت، واشینگتن
14. شهرستان گریز هاربر، واشینگتن
15. شهرستان آیلند، واشینگتن
16. شهرستان جفرسون، واشینگتن
17. شهرستان کینگ، واشینگتن
18. شهرستان کیتساپ، واشینگتن
19. شهرستان کیتیتاس، واشینگتن
20. شهرستان کلیکیتات، واشینگتن
21. شهرستان لوئیس، واشینگتن
22. شهرستان لینکلن، واشینگتن
23. شهرستان ماسون، واشینگتن
24. شهرستان اوکانوگان، واشینگتن
25. شهرستان پاسیفیک، واشینگتن
26. شهرستان پند اورایل، واشینگتن
27. شهرستان پیرس، واشینگتن
28. شهرستان سن خوان، واشینگتن
29. شهرستان اسکاگیت، واشینگتن
30. شهرستان اسکمنیا، واشینگتن
31. شهرستان اسنوهومیش، واشینگتن
32. شهرستان اسپوکن، واشینگتن
33. شهرستان استیونز، واشینگتن
34. شهرستان تورستن، واشینگتن
35. شهرستان واهکیکوم، واشینگتن
36. شهرستان والا والا، واشینگتن
37. شهرستان واتکام، واشینگتن
38. شهرستان ویتمن، واشینگتن
39. شهرستان یاکیما، واشینگتن

## ویرجینیا
ایالت ویرجینیا، 95 شهرستان و ۳۸ شهر مستقل را شامل می‌شود:
1. شهرستان اکوماک، ویرجینیا
2. شهرستان البمارل، ویرجینیا
3. شهرستان الیگنی، ویرجینیا
4. شهرستان آملیا، ویرجینیا
5. شهرستان آمرست، ویرجینیا
6. شهرستان آپوماتوکس، ویرجینیا
7. شهرستان آرلینگتون، ویرجینیا
8. شهرستان آگاستا، ویرجینیا
9. شهرستان بث، ویرجینیا
10. شهرستان بدفورد، ویرجینیا
11. شهرستان بلاند، ویرجینیا
12. شهرستان باتتورت، ویرجینیا
13. شهرستان برانسویک، ویرجینیا
14. شهرستان بیوکانان، ویرجینیا
15. شهرستان باکینگهام، ویرجینیا
16. شهرستان کمبل، ویرجینیا
17. شهرستان کارولین، ویرجینیا
18. شهرستان کرول، ویرجینیا
19. شهرستان چارلز سیتی، ویرجینیا
20. شهرستان شارلوت، ویرجینیا
21. شهرستان چسترفیلد، ویرجینیا
22. شهرستان کلارک، ویرجینیا
23. شهرستان کریگ، ویرجینیا
24. شهرستان کالپپر، ویرجینیا
25. شهرستان کامبرلند، ویرجینیا
26. Dickenson County, Virginia
27. شهرستان دینیویدی، ویرجینیا
28. شهرستان اسکس، ویرجینیا
29. شهرستان فرفکس، ویرجینیا
30. Fauquier County, Virginia
31. شهرستان فلوید، ویرجینیا
32. Fluvanna County, Virginia
33. شهرستان فرانکلین، ویرجینیا
34. شهرستان فردریک، ویرجینیا
35. شهرستان گیلز، ویرجینیا
36. شهرستان گلاستر، ویرجینیا
37. Goochland County, Virginia
38. شهرستان گریسون، ویرجینیا
39. شهرستان گرین، ویرجینیا
40. شهرستان گرینسویل، ویرجینیا
41. شهرستان هالیفاکس، ویرجینیا
42. شهرستان هانوفر، ویرجینیا
43. شهرستان هنریکو، ویرجینیا
44. شهرستان هنری، ویرجینیا
45. شهرستان هایلند، ویرجینیا
46. Isle of Wight County, Virginia
47. شهرستان جیمز سیتی، ویرجینیا
48. شهرستان کینگ و کوین، ویرجینیا
49. شهرستان کینگ جورج، ویرجینیا
50. شهرستان کینگ ویلیام، ویرجینیا
51. شهرستان لنکستر، ویرجینیا
52. شهرستان لی، ویرجینیا
53. شهرستان لادن، ویرجینیا
54. شهرستان لوئیسا، ویرجینیا
55. شهرستان لولنبرگ، ویرجینیا
56. شهرستان مدیسون، ویرجینیا
57. شهرستان متیوس، ویرجینیا
58. شهرستان مکلنبرگ، ویرجینیا
59. شهرستان میدلسکس، ویرجینیا
60. شهرستان مونتگومری، ویرجینیا
61. شهرستان نلسون، ویرجینیا
62. شهرستان نیو کنت، ویرجینیا
63. شهرستان نورث‌همپتون، ویرجینیا
64. شهرستان نورث‌آمبرلند، ویرجینیا
65. شهرستان نوتاوای، ویرجینیا
66. شهرستان اورنج، ویرجینیا
67. شهرستان پیج، ویرجینیا
68. شهرستان پاتریک، ویرجینیا
69. Pittsylvania County, Virginia
70. شهرستان پوهاتان، ویرجینیا
71. شهرستان پرینس ادوارد، ویرجینیا
72. شهرستان پرینس جورج، ویرجینیا
73. شهرستان پرنس ویلیام، ویرجینیا
74. شهرستان پلاسکی، ویرجینیا
75. شهرستان راپاناک، ویرجینیا
76. شهرستان ریچموند، ویرجینیا
77. شهرستان روانوک، ویرجینیا
78. Rockbridge County, Virginia
79. شهرستان راکینگهام، ویرجینیا
80. شهرستان راسل، ویرجینیا
81. شهرستان اسکات، ویرجینیا
82. شهرستان شنندوا، ویرجینیا
83. شهرستان اسمیث، ویرجینیا
84. شهرستان ساوت‌همپتون، ویرجینیا
85. اسپوت‌سیلوانیا کانتی، ویرجینیا
86. شهرستان استفورد، ویرجینیا
87. شهرستان سری، ویرجینیا
88. شهرستان ساسکس، ویرجینیا
89. شهرستان تیزول، ویرجینیا
90. شهرستان وارن، ویرجینیا
91. شهرستان واشینگتن، ویرجینیا
92. شهرستان وستمورلند، ویرجینیا
93. شهرستان ویس، ویرجینیا
94. Wythe County, Virginia
95. شهرستان یورک، ویرجینیا
96. الکساندریا، ویرجینیا
97. بریستول، ویرجینیا
98. بوئناویستا، ویرجینیا
99. شارلوتزویل، ویرجینیا
100. چساپیک، ویرجینیا
101. کولونیال هایتس، ویرجینیا
102. کاوینگتون، ویرجینیا
103. دنویل، ویرجینیا
104. امپوریا، ویرجینیا
105. فرفکس، ویرجینیا
106. فالز چرچ، ویرجینیا
107. فرانکلین، ویرجینیا
108. فردریکزبرگ، ویرجینیا
109. گالاکس، ویرجینیا
110. همپتون، ویرجینیا
111. هریسونبرگ، ویرجینیا
112. هوپ‌ول، ویرجینیا
113. لکسینگتون، ویرجینیا
114. لینچبرگ، ویرجینیا
115. مناسس، ویرجینیا
116. مناسس پارک، ویرجینیا
117. مارتینزویل، ویرجینیا
118. نیوپورت نیوز، ویرجینیا
119. نورفک، ویرجینیا
120. نورتون، ویرجینیا
121. پیترزبورگ، ویرجینیا
122. پاکوسن، ویرجینیا
123. پورتسموث، ویرجینیا
124. ردفورد، ویرجینیا
125. ریچموند، ویرجینیا
126. رونوک، ویرجینیا
127. سیلم، ویرجینیا
128. استنتون، ویرجینیا
129. سافک، ویرجینیا
130. ویرجینیا بیچ، ویرجینیا
131. وینزبورو، ویرجینیا
132. ویلیامزبرگ، ویرجینیا
133. وینچستر، ویرجینیا

## ویرجینیای غربی
ایالت ویرجینیای غربی، ۵۵ شهرستان.
1. شهرستان باربر، ویرجینیای غربی
2. شهرستان برکلی، ویرجینیای غربی
3. شهرستان بونی، ویرجینیای غربی
4. شهرستان برکستون، ویرجینیای غربی
5. شهرستان بروک، ویرجینیای غربی
6. شهرستان کابل، ویرجینیای غربی
7. شهرستان کلهون، ویرجینیای غربی
8. شهرستان کلی، ویرجینیای غربی
9. Doddridge County, West Virginia
10. شهرستان فایت، ویرجینیای غربی
11. شهرستان گیلمر، ویرجینیای غربی
12. شهرستان گرنت، ویرجینیای غربی
13. شهرستان گرین‌بریر، ویرجینیای غربی
14. شهرستان همپشایر، ویرجینیای غربی
15. شهرستان هنکاک، ویرجینیای غربی
16. شهرستان هاردی، ویرجینیای غربی
17. شهرستان هریسون، ویرجینیای غربی
18. شهرستان جکسون، ویرجینیای غربی
19. شهرستان جفرسون، ویرجینیای غربی
20. شهرستان کاناوا، ویرجینیای غربی
21. شهرستان لویس، ویرجینیای غربی
22. شهرستان لینکلن، ویرجینیای غربی
23. شهرستان لوگان، ویرجینیای غربی
24. شهرستان مک‌داول، ویرجینیای غربی
25. شهرستان ماریون، ویرجینیای غربی
26. شهرستان مارشال، ویرجینیای غربی
27. شهرستان ماسون، ویرجینیای غربی
28. شهرستان مرسر، ویرجینیای غربی
29. شهرستان مینرال، ویرجینیای غربی
30. شهرستان مینگو، ویرجینیای غربی
31. شهرستان مونونگالیا، ویرجینیای غربی
32. شهرستان مونرو، ویرجینیای غربی
33. شهرستان مورگان، ویرجینیای غربی
34. شهرستان نیکولاس، ویرجینیای غربی
35. شهرستان اوهایو، ویرجینیای غربی
36. شهرستان پندلتن، ویرجینیای غربی
37. شهرستان پلزنتز، ویرجینیای غربی
38. شهرستان پوکاهانتس، ویرجینیای غربی
39. شهرستان پرستون، ویرجینیای غربی
40. شهرستان پاتنم، ویرجینیای غربی
41. شهرستان رالی، ویرجینیای غربی
42. شهرستان رندولف، ویرجینیای غربی
43. شهرستان ریچی، ویرجینیای غربی
44. شهرستان روان، ویرجینیای غربی
45. شهرستان سامرز، ویرجینیای غربی
46. شهرستان تیلور، ویرجینیای غربی
47. شهرستان توکر، ویرجینیای غربی
48. شهرستان تایلر، ویرجینیای غربی
49. شهرستان آپشور، ویرجینیای غربی
50. شهرستان وین، ویرجینیای غربی
51. شهرستان وبستر، ویرجینیای غربی
52. شهرستان وتزل، ویرجینیای غربی
53. Wirt County, West Virginia
54. شهرستان وود، ویرجینیای غربی
55. شهرستان وایومینگ، ویرجینیای غربی

## ویسکانسین
ایالت ویسکانسین، ۷۲ شهرستان را شامل می‌شود:
1. شهرستان ادامز، ویسکانسین
2. شهرستان اشلند، ویسکانسین
3. شهرستان بارون، ویسکانسین
4. شهرستان بیفیلد، ویسکانسین
5. شهرستان براون، ویسکانسین
6. شهرستان بوفالو، ویسکانسین
7. شهرستان بارنت، ویسکانسین
8. شهرستان کالومت، ویسکانسین
9. شهرستان چیپوا، ویسکانسین
10. شهرستان کلارک، ویسکانسین
11. شهرستان کلمبیا، ویسکانسین
12. شهرستان کرافورد، ویسکانسین
13. شهرستان دان، ویسکانسین
14. شهرستان دوج، ویسکانسین
15. شهرستان دور، ویسکانسین
16. شهرستان داگلاس، ویسکانسین
17. شهرستان دون، ویسکانسین
18. Eau Claire County, Wisconsin
19. شهرستان فلورانس، ویسکانسین
20. شهرستان فوند دو لک، ویسکانسین
21. شهرستان فارست، ویسکانسین
22. شهرستان گرنت، ویسکانسین
23. شهرستان گرین، ویسکانسین
24. شهرستان گرین لیک، ویسکانسین
25. شهرستان آیووا، ویسکانسین
26. شهرستان آیرن، ویسکانسین
27. شهرستان جکسون، ویسکانسین
28. شهرستان جفرسون، ویسکانسین
29. شهرستان جونو، ویسکانسین
30. شهرستان کنوشا، ویسکانسین
31. شهرستان کیوانی، ویسکانسین
32. شهرستان لا کروس، ویسکانسین
33. شهرستان لافایت، ویسکانسین
34. شهرستان لانگلاد، ویسکانسین
35. شهرستان لینکلن، ویسکانسین
36. شهرستان منیواک، ویسکانسین
37. شهرستان ماراتون، ویسکانسین
38. شهرستان مرینت، ویسکانسین
39. شهرستان مارکوت، ویسکانسین
40. شهرستان منومینه، ویسکانسین
41. شهرستان میلواکی، ویسکانسین
42. شهرستان مونروو، ویسکانسین
43. شهرستان اوکونتو، ویسکانسین
44. شهرستان اونیدا، ویسکانسین
45. شهرستان اوتاگامی، ویسکانسین
46. شهرستان اوزاوکی، ویسکانسین
47. شهرستان پپین، ویسکانسین
48. شهرستان پیرس، ویسکانسین
49. شهرستان پولک، ویسکانسین
50. شهرستان پورتیج، ویسکانسین
51. شهرستان پرایس، ویسکانسین
52. شهرستان رسین، ویسکانسین
53. شهرستان ریچلند، ویسکانسین
54. شهرستان راک، ویسکانسین
55. شهرستان راسک، ویسکانسین
56. شهرستان سنت کریکس، ویسکانسین
57. شهرستان ساوک، ویسکانسین
58. شهرستان سایر، ویسکانسین
59. شهرستان شاوانو، ویسکانسین
60. شهرستان شیبویگان، ویسکانسین
61. شهرستان تیلور، ویسکانسین
62. شهرستان ترمپیالیو، ویسکانسین
63. شهرستان ورنن، ویسکانسین
64. شهرستان ویلس، ویسکانسین
65. شهرستان والورس، ویسکانسین
66. شهرستان واشبرن، ویسکانسین
67. شهرستان واشینگتن، ویسکانسین
68. شهرستان واکیشا، ویسکانسین
69. شهرستان وپاکا، ویسکانسین
70. شهرستان واشرا، ویسکانسین
71. شهرستان وینه‌بگو، ویسکانسین
72. شهرستان وود، ویسکانسین

## وایومینگ
ایالت وایومینگ، ۲۳ شهرستان را شامل می‌شود:
1. شهرستان آلبانی، وایومینگ
2. شهرستان بیگ هورن، وایومینگ
3. شهرستان کمبل، وایومینگ
4. شهرستان کربن، وایومینگ
5. شهرستان کانورس، وایومینگ
6. شهرستان کروک، وایومینگ
7. شهرستان فرمونت، وایومینگ
8. شهرستان گوشن، وایومینگ
9. شهرستان هات اسپرینگز، وایومینگ
10. شهرستان جانسون، وایومینگ
11. شهرستان لارامی، وایومینگ
12. شهرستان لینکلن، وایومینگ
13. شهرستان ناترونا، وایومینگ
14. شهرستان نیوبرارا، وایومینگ
15. شهرستان پارک، وایومینگ
16. شهرستان پلت، وایومینگ
17. شهرستان شریدن، وایومینگ
18. شهرستان سوبلت، وایومینگ
19. شهرستان سوئیت‌واتر، وایومینگ
20. شهرستان تتون، وایومینگ
21. شهرستان یونیتا، وایومینگ
22. شهرستان واشاکای، وایومینگ
23. شهرستان وستون، وایومینگ

## هاوایی
ایالت هاوایی، پنج شهرستان را شامل می‌شود:
1. شهرستان هاوایی، هاوایی
2. هونولولو
3. شهرستان کالاوائو، هاوایی
4. شهرستان کائوآئی، هاوایی
5. شهرستان ماویی، هاوایی

## یوتا
ایالت یوتا، ۲۹ شهرستان را شامل می‌شود:
1. بیور
2. باکس الدر
3. کش
4. کربن
5. دگت
6. دیویس
7. دوشن
8. امری
9. گارفیلد
10. گرند
11. آیرون
12. جواب
13. کین
14. میلارد
15. مورگان
16. پیوتی
17. ریچ
18. سالت‌لیک
19. سن‌خوآن
20. سنپیت
21. سویر
22. سامیت
23. تویلی
24. یینتا
25. یوتا
26. واساچ
27. واشینگتن
28. وین
29. وبر